# Пекін
Пекі́н (кит.: 北京, піньїнь: Běijīng, МФА: [pèɪtɕíŋ] ( прослухати), «північна столиця», англ. Beijing) — столиця Китайської Народної Республіки. Населення муніципалітету — 22 млн мешканців (Пекін є другим за кількістю населення містом КНР після Шанхаю). Густота населення — 1309,4 осіб/км².
Пекін — значний транспортний вузол, місто обслуговують кілька залізничних станцій, міжнародний аеропорт, вісім гілок метрополітену. У Пекіні діють багато ВНЗ, музеїв та театрів. Місто славиться численними монументами історії та культури.
Пекін є політичним, освітнім та культурним центром КНР, тоді як головними економічними центрами вважають Шанхай і Гонконг. Стосовно змін у цьому балансі, див. Цзін-Цзінь-Цзі.

## Географія

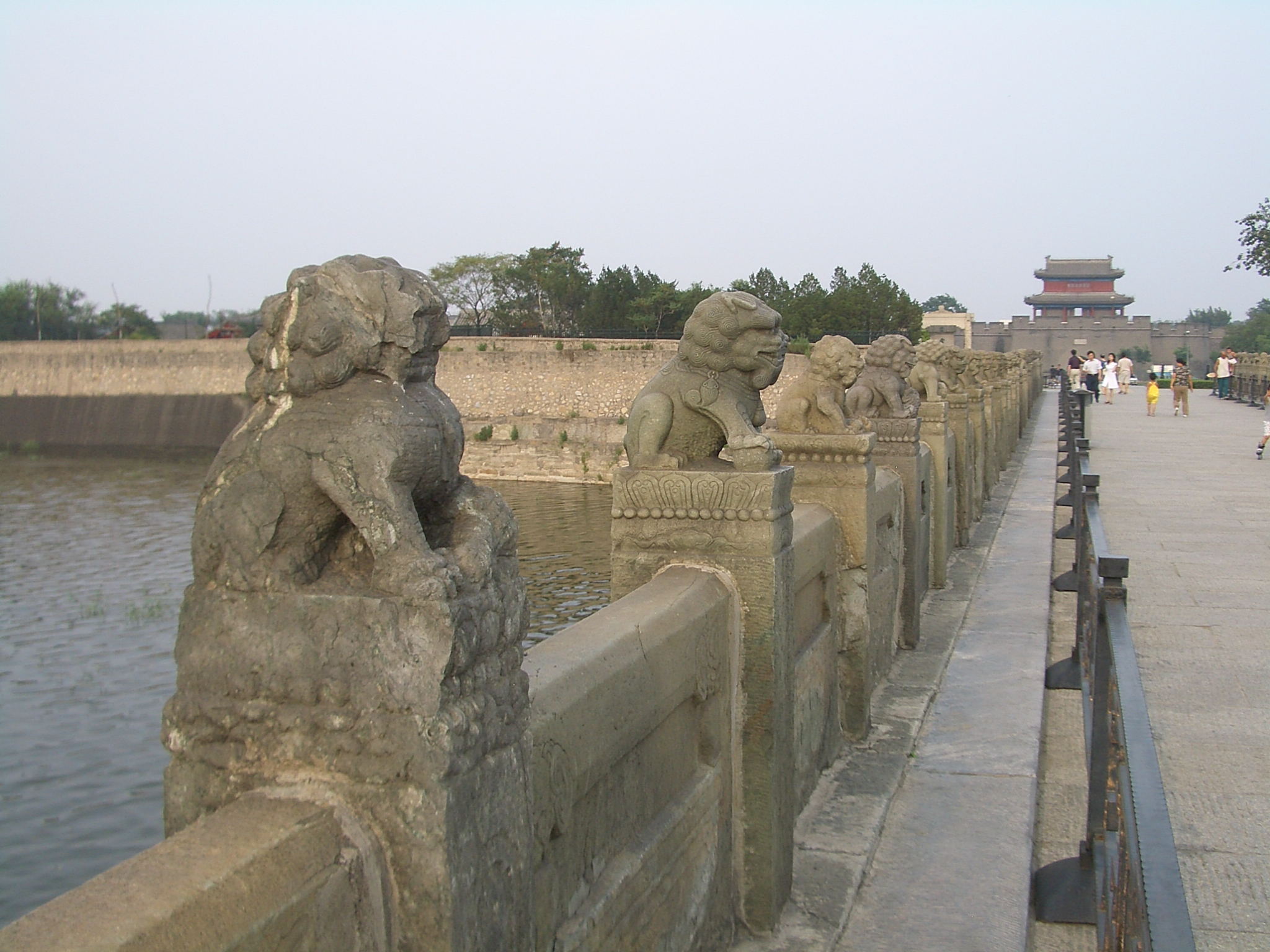
Міст Марко Поло через річку Юндінхе

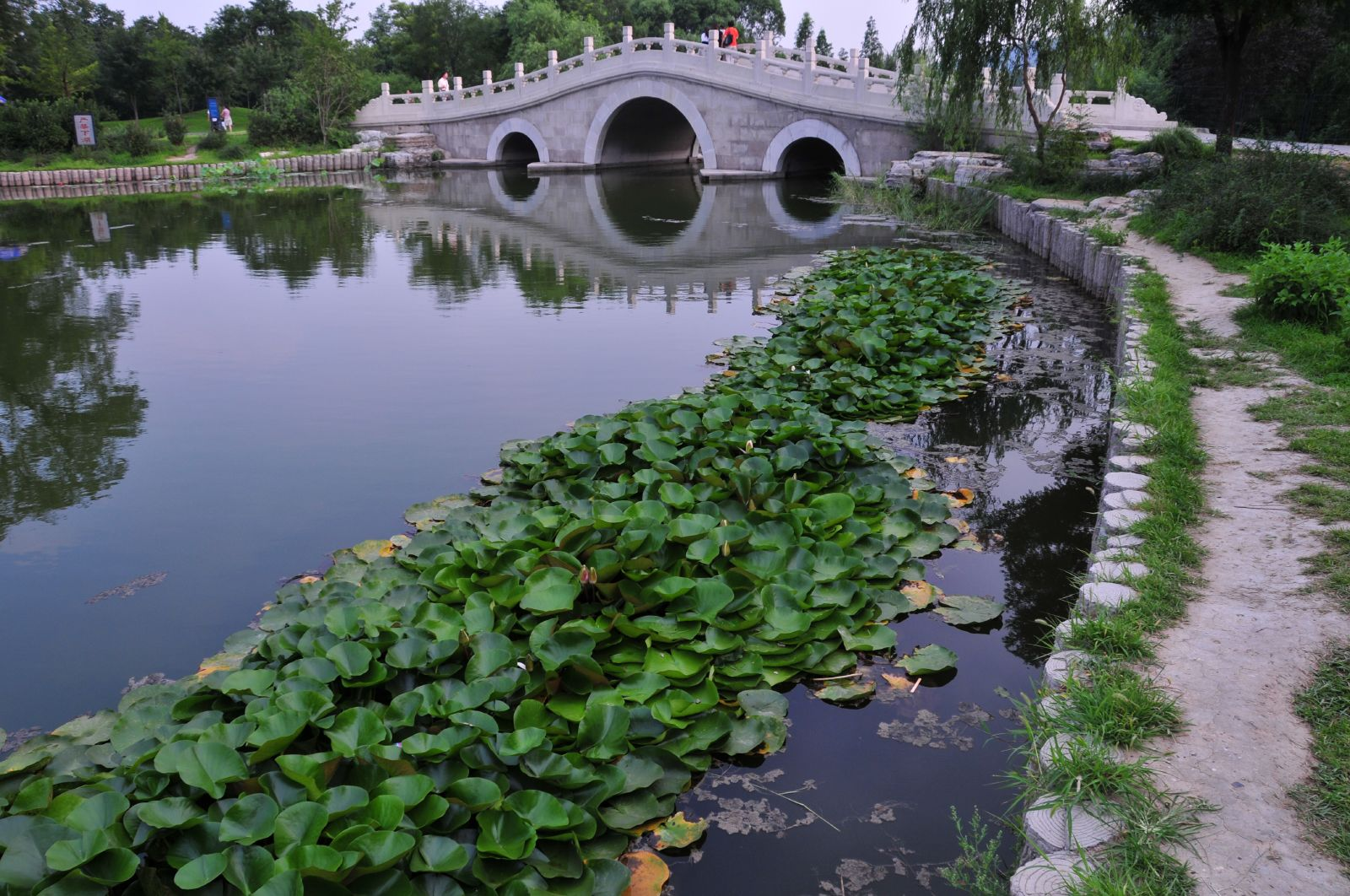
Пекінський ботанічний сад

Пекін розташований поблизу північної вершини приблизно трикутної Великої Китайської рівнини. Рівнина простягається з південного і східного боків міста. Гори, розташовані на північ і захід від Пекіна, захищають місто і головну сільськогосподарську житницю північного Китаю від розростання монгольських пустель і степів. Північно-західні райони адміністративної території Пекіна, особливо повіт Яньцін та район Хуайжоу, включають гори Цзюньдушань, у той час як західні райони міста облямовують гори Сишань. При спорудженні Великого китайського муру, який на цій ділянці тягнеться по хребтах гір уздовж північного кордону Пекіна, використані ці ландшафтні переваги для захисту від північних кочових племен.
Гора Дунлін, що входить до гірського пасма Сишань і розташована на кордоні з провінцією Хебей, — найвища точка Пекіна, її висота сягає 2303 м. Серед великих річок, що протікають територією Пекіна річка Юндінхе і річка Чаобайхе — обидві відносяться до басейну річки Хайхе і течуть у південному напрямку. Крім того, Пекін — північний кінцевий пункт Великого китайського каналу, що проходить через Велику китайську рівнину і закінчується на півдні в Ханчжоу. Водосховище Міюнь, побудоване у верхів'ях річки Чаобайхе, — найбільше в Пекіні, воно є ключовим елементом системи водопостачання міста.
Міська зона Пекіна розташована в центрально-південній частині адміністративної території Пекіна і займає меншу, але постійно зростаючу частину її площі. Вона розходиться колами, укладеними між концентричними кільцевими дорогами Пекіна, п'ята і найбільша з яких — Шоста кільцева автодорога Пекіна (нумерація автокілець починається з 2) проходить вже через міста-супутники китайської столиці. Брама Тяньаньмень і однойменна площа міста формують центр. З півночі до них примикає Заборонене місто — колишня резиденція китайських імператорів. На захід від Тяньаньмень розташована урядова резиденція Чжунаньхай. Зі сходу на захід центр Пекіна перетинає вулиця Чананьцзе — одна з головних транспортних артерій міста. Біля Третьої кільцевої Пекіна розташовано один з найбільших парків — Парк пурпурового бамбука (Цзичжуюань гун'юань). Іншими відомими парками є Цзіншань та Таожаньтін.

### Клімат
Пекін розташований в схильному до мусонів вологому континентальному кліматі або мусонному субтропічному кліматі, для якого характерне спекотне вологе літо завдяки впливу східних мусонів і холодна вітряна суха зима, що формується під впливом сибірських антициклонів. Середня температура в січні становить −7… −4 °C, у липні — 25… 26 °C. За рік випадає понад 600 міліметрів опадів, 75 % яких випадає влітку, тому в Пекіні часто взимку може бути нижче −10 °C, і при цьому відсутній сніг. В грудні 2023 року, столиця Китаю Пекін побила власний рекорд кількості годин з морозною погодою за грудень, який став найхолоднішим за всю історію спостережень, що триває з 1951 року. За повідомленням державної газети Beijing Daily, метеорологічна обсерваторія зафіксувала в Пекіні з 11 грудня понад 300 годин мінусової температури, що і стало рекордом. До того ж китайська столиця пережила дев'ять днів поспіль, коли термометр опускався нижче −10 °C.
| Клімат Пекіна              | Клімат Пекіна | Клімат Пекіна | Клімат Пекіна | Клімат Пекіна | Клімат Пекіна | Клімат Пекіна | Клімат Пекіна | Клімат Пекіна | Клімат Пекіна | Клімат Пекіна | Клімат Пекіна | Клімат Пекіна | Клімат Пекіна |
| Показник                   | Січ.          | Лют.          | Бер.          | Квіт.         | Трав.         | Черв.         | Лип.          | Серп.         | Вер.          | Жовт.         | Лист.         | Груд.         | Рік           |
| Абсолютний максимум, °C    | 14,3          | 18,5          | 28,8          | 33,0          | 38,1          | 40,6          | 41,1          | 38,3          | 35,4          | 31,0          | 23,3          | 19,5          | 41,1          |
| Середній максимум, °C      | 1,6           | 4,0           | 11,3          | 19,9          | 26,4          | 30,3          | 30,8          | 29,5          | 25,8          | 19,0          | 10,1          | 3,3           | 17,7          |
| Середня температура, °C    | −3,5          | −0,2          | 6,2           | 14,4          | 20,2          | 24,6          | 26,3          | 25,0          | 20,2          | 13,3          | 4,7           | −1,4          | 12,5          |
| Середній мінімум, °C       | −9,4          | −6,9          | −0,6          | 7,2           | 13,2          | 18,2          | 21,6          | 20,4          | 14,2          | 7,3           | −0,4          | −6,9          | 6,5           |
| Абсолютний мінімум, °C     | −22,8         | −27,4         | −15           | −3,2          | 2,5           | 9,8           | 15,3          | 11,4          | 3,7           | −3,5          | −11,6         | −18,3         | −27,4         |
| Норма опадів, мм           | 3             | 6             | 9             | 26            | 29            | 71            | 176           | 182           | 49            | 19            | 6             | 2             | 577           |
| -------------------------- | ------------- | ------------- | ------------- | ------------- | ------------- | ------------- | ------------- | ------------- | ------------- | ------------- | ------------- | ------------- | ------------- |
| Джерело: , Погода и Климат |               |               |               |               |               |               |               |               |               |               |               |               |               |

## Назва
Назва Пекін насправді не відповідає сучасній китайській вимові. На офіційному діалекті путунхуа (який переважно відповідає пекінській фонетичній нормі) назву міста вимовляють як Бейцзін. Англійська та деякі інші мови в другій половині XX ст. назву міста привели у відповідність реальній вимові — Бейджин. Однак українська та багато інших мов як і раніше використовують стару назву (наприклад, порт. Pequim, нід. Peking, тощо).
«Пекіном» місто вперше назвали французькі місіонери близько чотирьохсот років тому, коли в північних китайських діалектах ще не стався зсув приголосних, за якого практично всі звуки [kʲ] трансформувалися в [tɕ]. Південні діалекти цього зсуву не зазнали, а, кантонською назва столиці Китаю досі вимовляється як «Бакгін».
Упродовж історії Пекін відомий у Китаї під різними іменами. Зі 136-го до 1405-го і потім з 1928-го до 1949-го його називали Бейпін (кит.: 北平, Beiping, «Північний спокій»). В обох випадках це було пов'язано з перенесенням столиці з Пекіна до Нанкіна (першого разу імператором Хунйу династії Мін, а другого — гоміньданським урядом Китайської Республіки) та втратою Пекіном столичного статуса.
1949 року після проголошення Китайської Народної Республіки Комуністична партія Китаю повернула назву Пекін (Бейцзін), підкресливши цим повернення місту столичних функцій. Уряд Китайської Республіки, що втік на Тайвань офіційно ніколи не визнавав зміни назви, та в 1950-ті й 60-ті на Тайвані Пекін часто продовжували називати Бейпіном, указуючи на нелегітимність КНР. Однак сьогодні майже всі тайванці, включно з владою Тайваню, використовують назву «Пекін», хоча на декотрих мапах, надрукованих на Тайвані можна побачити стару назву, а також адміністративний поділ Китаю, що існував до 1949 року.
Поетична назва Пекіна — Яньцзін (кит.: 燕京, Yānjīng, «Столиця Янь») рине коренями в давнину династії Чжоу, коли в цій місцевості існувало царство Янь. Ця назва відображена в назві місцевої марки пива (Yanjing Beer) і в назві Яньцзінського університету (увійшов до складу Пекінського університету). За монгольської династії Юань місто мало назву Ханбалик, її можна зустріти в записах Марка Поло як Cambuluc.
(У наступних розділах також наведено інші історичні назви Пекіна.)

## Історія

### Від заснування до XII століття
Міста в районі Пекіна існували з першого тисячоліття до нашої ери. На території сучасної столиці Китаю розташовувалося місто Цзі (薊/蓟) — столиця царства Янь, однієї з держав періоду Воюючих царств (473—221 роки до н. е.).
Після падіння Янь наступні династії Хань і Цзінь включали цю місцевість до складу різних округів. За часів династії Тан ця територія стала місцем розташування штаб-квартири цзєдуши Фаньяна, військового губернатора північної частини сучасної провінції Хебей. 755 року тут почалося повстання Ань Лушаня, яке часто розглядається як відправна точка падіння династії Тан.
936 року північнокитайська Пізня Цзінь віддала більшу частину північних прикордонних земель, включаючи територію сучасного Пекіна киданській династії Ляо. 938 року династія Ляо заснувала другу столицю своєї держави на місці нинішнього Пекіна, назвавши її Наньцзін («Південна столиця»). 1125 року чжурчженська династія Цзінь приєднала царство Ляо і в 1153 році перемістила столицю у Nanjing, перейменувавши його в Чжунду (中都 — «Центральна столиця»). Вона розташовувалася в сучасному районі Тяньнінси, трохи на північний захід від центру Пекіна.

### Монгольське завоювання

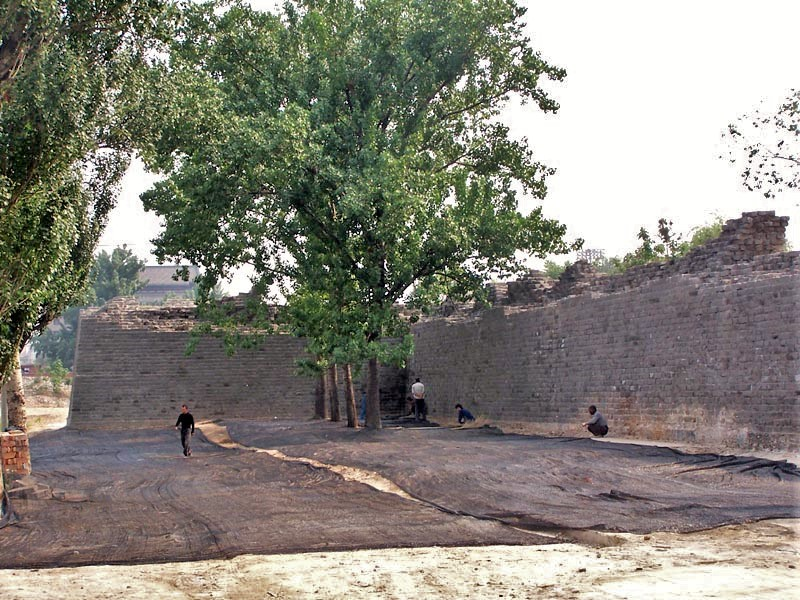
Залишки міського муру Пекіну, фото 2006 року

1215 року Чжунду спалений монгольськими військами за наказом Чингісхана і заново відбудований трохи північніше, 1267 року. Готуючись до завоювання всього Китаю, майбутній засновник династії Юань Даду хан Хубілай зробив місто своєю столицею і назвав його китайською (кит.: 大都, піньїнь Dàdū — Велика столиця), а монгольською — Ханбалик (Велика резиденція хана). Саме в цей час Китай відвідав Марко Поло, у своїх записав він називає місто Cambuluc. До цього столиці китайської держави зазвичай розташовувалися у центральних районах країни, проте головна база Хубілая розташовувалася в Монголії, тому він обрав саме це місце через близькість до неї. Це рішення хана прославило статус міста, розташованого на північній околиці історичного Китаю. Даду розташовувався трохи на північ від сучасного центру Пекіна, між північними відрізками нинішніх Другою і Третьою кільцевими дорогами. У цьому районі досі стоять залишки монгольських фортечних мурів.

### Північна столиця

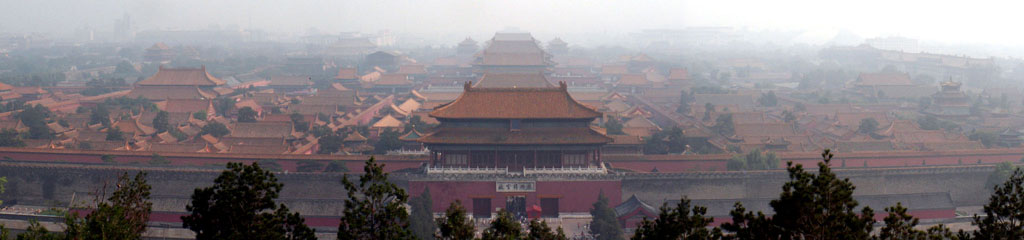
Панорамний вид на Заборонене місто

1368 року династія Юань втратила владу, місто знову зруйнували, але пізніше його відбудувала Династія Мін, а навколо нього заснувала округ Шуньтянь (顺天). 1403 року третій мінський (не плутати з мінський) імператор Юнле знову переніс столицю з Нанкіна до цього міста, перейменувавши його на Пекін (кит.: 北京, сис. Палл. Бейцзін — Північна столиця). Місто стало також відомим під назвою Цзінші (京师 — «столиця»). За часів династії Мін Пекін набув своїх сучасних обрисів, а мінський фортечний мур служив міським муром Пекіну до недавнього часу, коли його знесли для будівництва Другої кільцевої автодороги.
Вважається, що Пекін був найбільшим містом світу в періоди з 1425 по 1650 і з 1710 по 1825 роки. Заборонене місто, резиденція мінських і цінських імператорів, побудоване в період 1406—1420 років. Після нього побудований Храм Неба (1420 рік) та інші значні споруди. Головний вхід в Заборонене місто — Брама небесного спокою (також знана як Брама Тяньаньмень), що стала державним символом Китайської Народної Республіки і зображена на її гербі, двічі горіла в часи династії Мін і була остаточно відновлена 1651 року.

### Новий час
Вдершись до Китаю, маньчжури повалили династію Мін і заснували династію Цін. Пекін залишався столицею цінського Китаю впродовж усього періоду правління династії. Як і за часів попередньої династії, місто також називали Цінші, або маньчжурською — Гемун Хецен. Під час окупації Пекіна 1860 року англійці і французи розграбували і спалили імператорський палац Юаньмінюань. 1900 року місто пережило облогу і вторгнення об'єднаної армії західних держав під час, так званого, Боксерського повстання.
1911 року в Китаї сталася Синьхайська революція, яка повалила цінське панування і встановила республіку. Спочатку планувалося перенесення столиці в Нанкін. Однак після того, як високий цінський сановник Юань Шикай став на бік революціонерів і змусив імператора відректися, тим самим забезпечивши успіх революції, революціонери в Нанкіні погодилися з тим, щоб Юань Шикай став президентом заснованої Китайської Республіки і щоб столиця залишалася в Пекіні.
Юань Шикай став поступово консолідувати владу в своїх руках, що 1915 року завершилося оголошенням про створення Китайської Імперії, а себе він проголосив імператором. Це рішення відвернуло від нього багатьох революціонерів, Юань Шикай помер роком пізніше. Після його смерті Китай розпався на регіони, контрольовані місцевими воєначальниками, між найсильнішими з яких почалися часті зіткнення за контроль над Пекіном (Чжилійсько-аньхойська війна, Перша чжилійсько-фентянська війна і Друга чжилійсько-фентянська війна).

### Новітній період
Після успіху Північного походу Гоміньдана, який приборкав північних воєначальників, 1928 року столиця Китайської Республіки офіційно перенесена в Нанкін, а Пекін перейменований на Бейпін (кит.: 北平, піньїнь Běipíng — Північний спокій), що мало підкреслити нелегітимність військового уряду в Пекіні.
Під час Другої японсько-китайської війни 29 липня 1937 року Пекін опинився в руках японців. Під час окупації місту повернули назву «Пекін», тут заснували маріонетковий Тимчасовий уряд Китайської Республіки, у підпорядкування якому передані етнічно китайські частини окупованого японцями Північного Китаю. Потім його об'єднали з головним окупаційним урядом Ван Цзінвея в Нанкіні. Японська імператорська армія розмістила в місті загін 1855 з бактеріологічних досліджень, який був підрозділом загону 731. Тут японські медики проводили експерименти на людях.
15 серпня 1945 року одночасно з капітуляцією Японії під час Другої світової війни Пекін знову перейменували на Бейпін.

#### Післявоєнний час

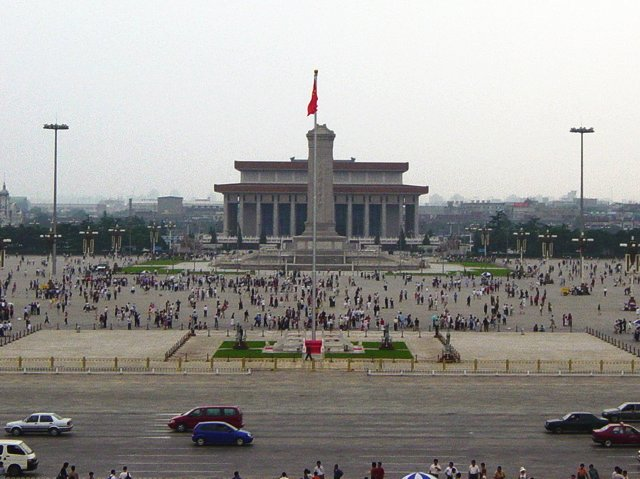
Історична Площа Тяньаньмень в Пекіні, на якій 1 жовтня 1949 року проголошене створення КНР

31 січня 1949 року під час громадянської війни місто без бою зайняли комуністи. 1 жовтня того самого року КПК під проводом Мао Цзедуна на площі Тяньаньмень оголосила про створення Китайської Народної Республіки. За кілька днів до цього Народна політична консультативна рада Китаю ухвалила рішення про заснування столиці в Бейпіні та повернення йому назви Пекін (Бейцзін).
На момент утворення адміністративної одиниці міста центрального підпорядкування Пекін у неї входила лише міська зона і найближчі передмістя. Міська зона поділялася на безліч дрібних районів, які перебували всередині сучасної Другої кільцевої автодороги. Відтоді декілька повітів увійшли у територію міста центрального підпорядкування, збільшивши таким чином його площу в кілька разів і надавши його кордонам нинішніх обрисів. Фортечний мур Пекіну зруйнований в період 1965—1969 років для будівництва на її місці Другої кільцевої автодороги.

#### Сучасність
Після початку економічних реформ Ден Сяопіна (розпочалися 1978 року) міська зона Пекіна значно збільшилася. Якщо до цього вона лежала всередині сучасних Другої і Третьої кільцева кільцевих автодоріг, то тепер вона поступово виходить за нещодавно побудовану П'яту кільцеву автодорогу і наближається до споруджуваної Шостої, займаючи території, раніше використовувані для землеробства і освоюючи їх як житлові або ділові райони. Новий діловий центр з'явився в районі Гома, райони Ванфуцзін і Сідані перетворилися на торгові зони, що бурхливо розвиваються, а село Чжунгуаньцунь стало одним з головних центрів електронної промисловості Китаю.
В останні роки розширення міської території і урбанізація разом з розвитком принесли і чимало проблем, у тому числі дорожні затори, забруднення повітря, руйнування історичної забудови та значний приплив мігрантів з бідніших регіонів країни, в особливості, із сільських районів.
У червні 2003 року Центральний комітет Комуністичної партії Китаю та Державна адміністрація лісового господарства оприлюднили «Рішення про прискорення розвитку лісового господарства» (《关于加快林业发展的决定》) . За результатами програми лісовідновлення "Національне лісове місто" (2004 р.) відбулось масштабне озеленення міських громадських територій: у столиці було висаджено 54 мільйони дерев на площі більш ніж 70 тисяч гектарів. Наприклад, рівень озеленення лісу в районі Янцзін сягає 74 %.
Всього за чотири роки цієї програми частка лісових насаджень у місті збільшилася на 42 %. 2015 року вже більш ніж 150 міст та 12 провінцій були учасниками програми лісовідновлення, що було високо відзначено Продовольчою та сільськогосподарською організацією ООН.
На початку 2005 року уряд прийняв план, покликаний зупинити розростання Пекіна на всі боки. Вирішено відмовитися від подальшого розвитку міста у вигляді концентричних кілець, зосередивши його в двох напівкруглих смугах на захід і на схід від центру міста.

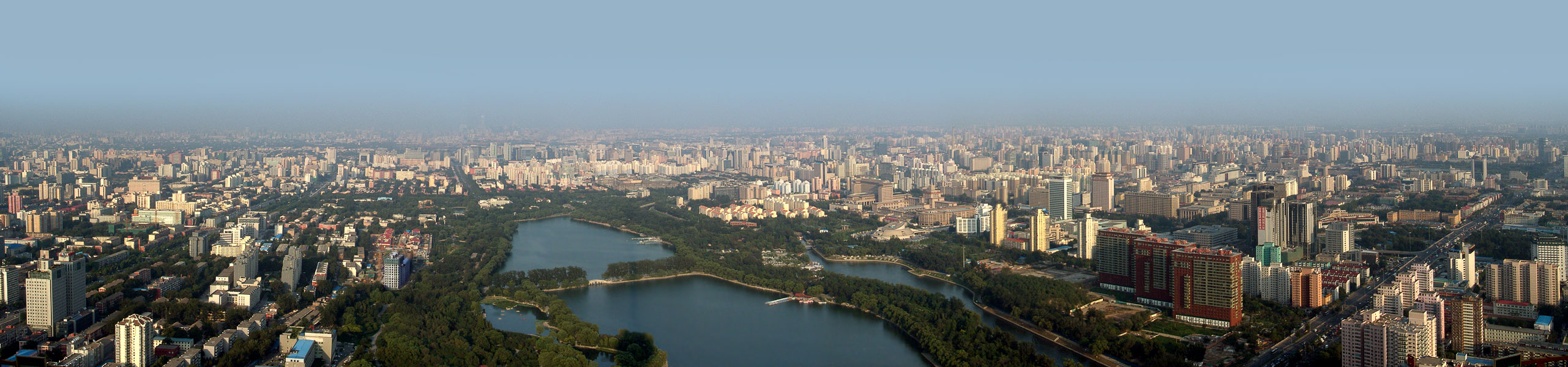
Панорама сучасної забудови Пекіна з Пекінської телевежі

## Адміністративний поділ

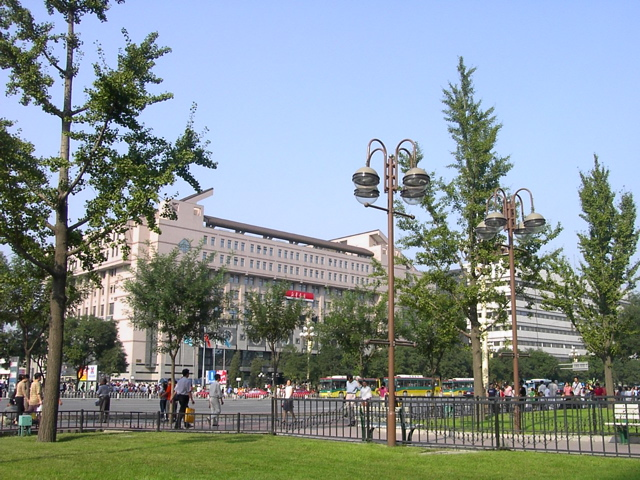
Книжковий магазин «Синьхуа» в районі Сідань

Міська зона Пекіна традиційно поділяється на наступні райони. Їх кордони можуть не збігатися з офіційним адміністративним діленням (див. нижче):
- Аньдінмень 安定门
- Бейюань 北苑
- Чаоянмень 朝阳门
- Дунчжимень 东直门
- Фанчжуан 方庄
- Фученмень 阜成门
- Фусінмень 复兴门
- Гомао 国贸
- Хепінлі 和平里
- Ванцзін 望京
- Ванфуцзін 王府井
- Удаокоу 五道口
- Сидань 西单
- Сичжимень 西直门
- Яюньцунь 亚运村
- Чжунгуаньсунь 中关村

Назва багатьох місць закінчується на мень (门), що означає «ворота». У цих районах розташовувалися однойменні ворота старого муру фортеці міста.

### Офіційний поділ
Адміністративна територія міста центрального підпорядкування Пекін складається з 18 підпорядкованих міській владі одиниць повітового рівня. З них 16 є районами та 2 — повітами.
8 районів розташовані в міській зоні та передмістях Пекіну:
| Район                                       | Населення (перепис 2000 року) | Площа (км²) | Густота (осіб/км²) |
| ------------------------------------------- | ----------------------------- | ----------- | ------------------ |
| Район Дунчен (东城区: Dōngchéng Qū)         | 536 000                       | 24,7        | 21 700             |
| Район Січен (西城区: Xīchéng Qū)            | 707 000                       | 30,0        | 23 567             |
| Район Чунвень (崇文区: Chóngwén Qū)         | 346 000                       | 15,9        | 21 761             |
| Район Сюаньу (宣武区: Xuānwǔ Qū)            | 526 000                       | 16,5        | 31 879             |
| Район Чаоян (朝阳区: Cháoyáng Qū)           | 2 290 000                     | 470,8       | 4 864              |
| Район Хайдянь (海淀区: Hǎidiàn Qū)          | 2 240 000                     | 426,0       | 5 258              |
| Район Фентай (丰台区: Fēngtái Qū)           | 1 369 000                     | 304,2       | 4 500              |
| Район Шицзіншань (石景山区: Shíjǐngshān Qū) | 489 000                       | 89,8        | 5 445              |
| Міська зона + ближні передмістя             | 8,50 млн.                     | 1377,9      | 6 171              |

## Населення

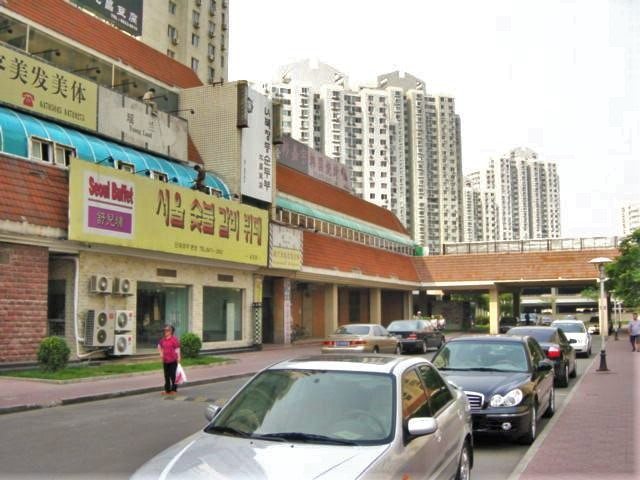
Мікрорайон Ванцзін, район Чаоян

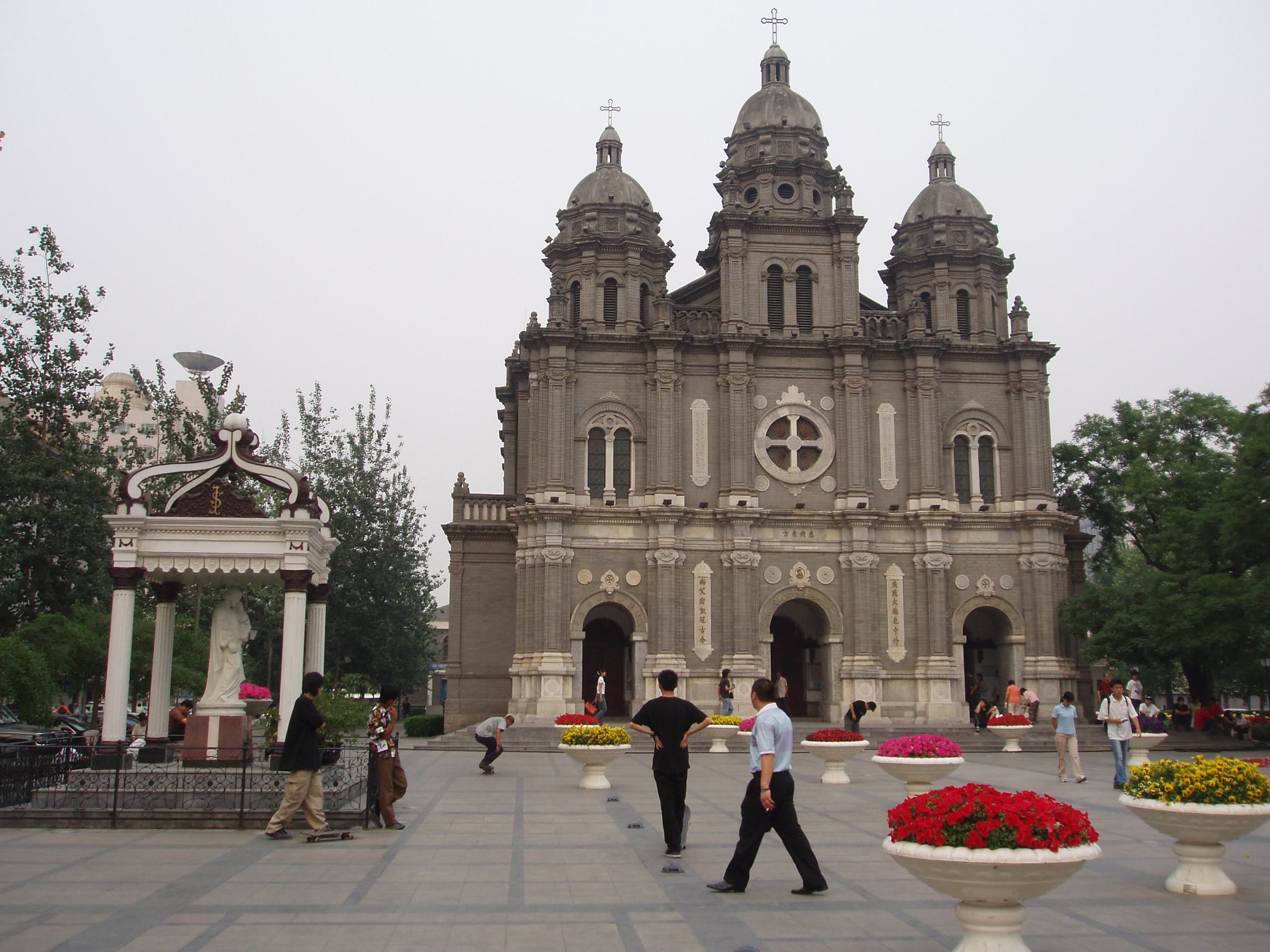
Собор Ванфуцзін

Населення всієї адміністративної території Пекіну, визначається як загальна кількість людей, що проживає на ній більше 6 місяців в рік, в 2005 році становила 15,38 млн чоловік. Сільська зона лише в районах Пінгу, Міюнь, Хуайжоу та Яньцін, а інше місто. З них 11, 870 млн були приписані в Пекіні, інші проживали за тимчасовим дозволом. Крім того, у Пекіні проживає та працює більша кількість трудових мігрантів, головним чином, з сільських районів, котрі ще називають міньґун (кит. спр. 民工, піньїнь: míngōng — дослівно
«працівники з селян», що живуть в місті незаконно, через що їх також називають хейжень (кит. спр. 黑人, піньїнь: hēirén — дослівно «чорні люди»). Це найнезахищеніша частина суспільства, одночасно джерело дешевої робочої сили та злочинності. Населення міської зони становить близько 7,5 млн чоловік.
Серед пекінців 95 % складають ханьци (тобто етнічні китайці). Основні національні меншини становлять маньчжури, хуейцзу (дунганці), монголи та ін. В Пекіні також є Тибетська середня школа другого ступеня для тибетських дітей.
У місті проживає значна кількість іноземців, головним чином бізнесмени, представники іноземних компаній та студенти.
Більшість селиться в густонаселених північних, північно-східних та східних районах міста. Останніми роками спостерігається великий приток громадян Південної Кореї, що вже складають найбільшу іноземну діаспору в Китаї. Більшість корейців проживає в районах Ванцзін та Удаокоу.
| Національний склад Пекіна, перепис 2000 року | Національний склад Пекіна, перепис 2000 року | Національний склад Пекіна, перепис 2000 року | Національний склад Пекіна, перепис 2000 року | Національний склад Пекіна, перепис 2000 року | Національний склад Пекіна, перепис 2000 року |
| Національність                               | Чисельність                                  | Відсоток                                     | Національність                               | Чисельність                                  | Відсоток                                     |
| -------------------------------------------- | -------------------------------------------- | -------------------------------------------- | -------------------------------------------- | -------------------------------------------- | -------------------------------------------- |
| Ханьци                                       | 12 983 696                                   | 95,69 %                                      | Туцзя                                        | 8372                                         | 0,062 %                                      |
| Маньчжури                                    | 250 286                                      | 1,84 %                                       | Чжуани                                       | 7322                                         | 0,054 %                                      |
| Хуей (дунганці)                              | 235 837                                      | 1,74 %                                       | Мяо                                          | 5291                                         | 0,039 %                                      |
| Монголи                                      | 37 464                                       | 0,28 %                                       | Уйгури                                       | 3129                                         | 0,023 %                                      |
| Корейці                                      | 20 369                                       | 0,15 %                                       | Тибетці                                      | 2920                                         | 0,022 %                                      |

### Відомі пекінці
Відомі особи, які народились в Пекіні:
- Лао Ше — китайський письменник.
- Ліу Сюе Хуа — тайванська актриса.
- Чжан Цзиі — китайська актриса.
- Ван Лопінь — китайський композитор.
- Пужу — китайський художник.
- Йосіко Кавасіма — маньчжурська принцеса та шпигунка

## Економіка

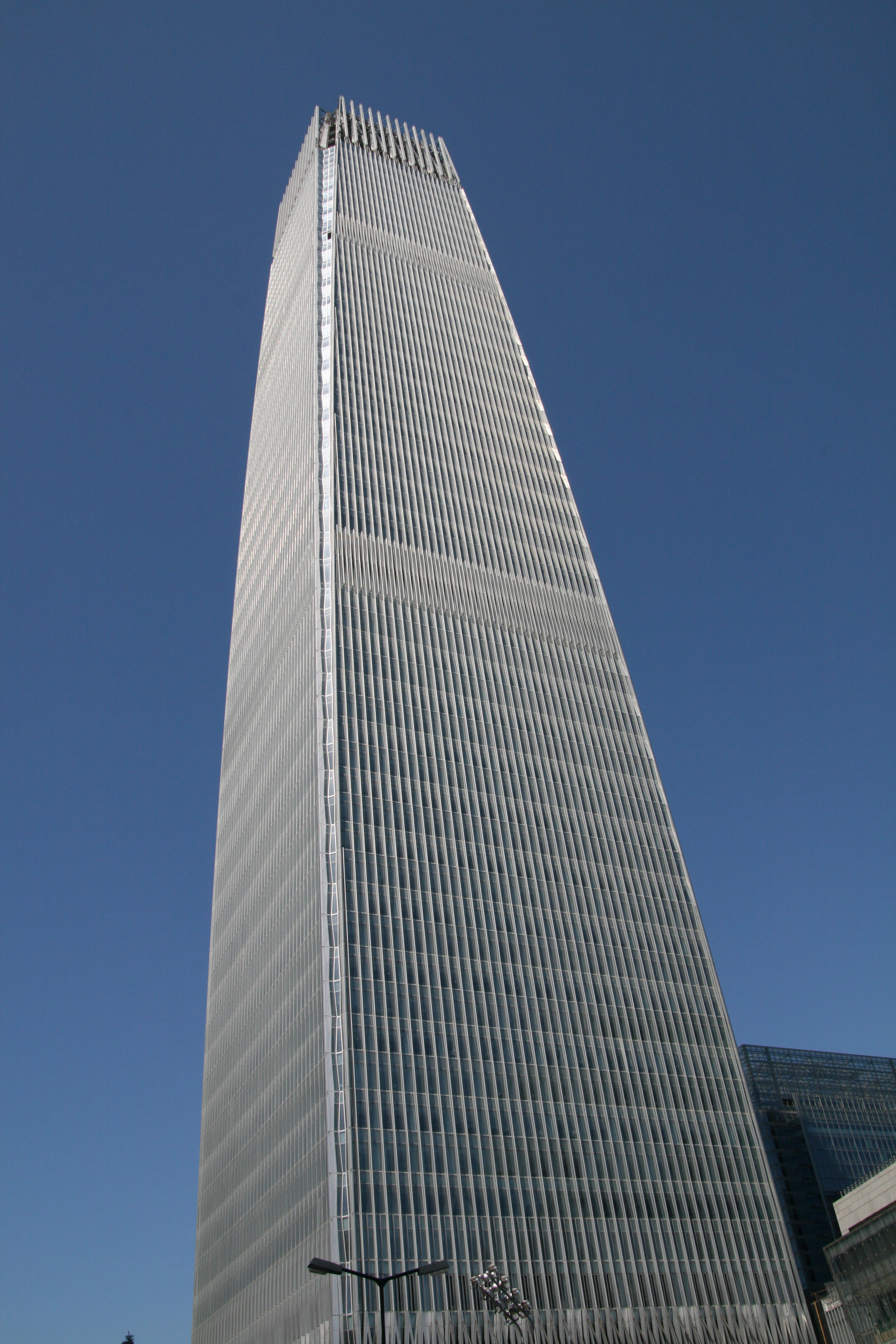
Третя вежа Китайського всесвітнього торгового центру

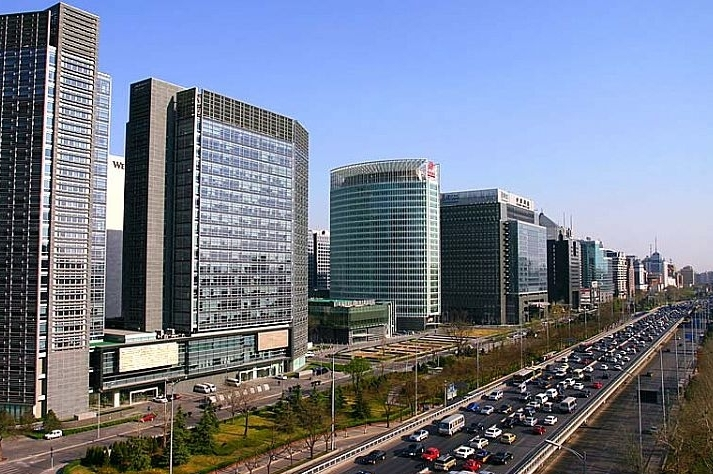
Пекінська фінансова вулиця — фінансовий центр Пекіна

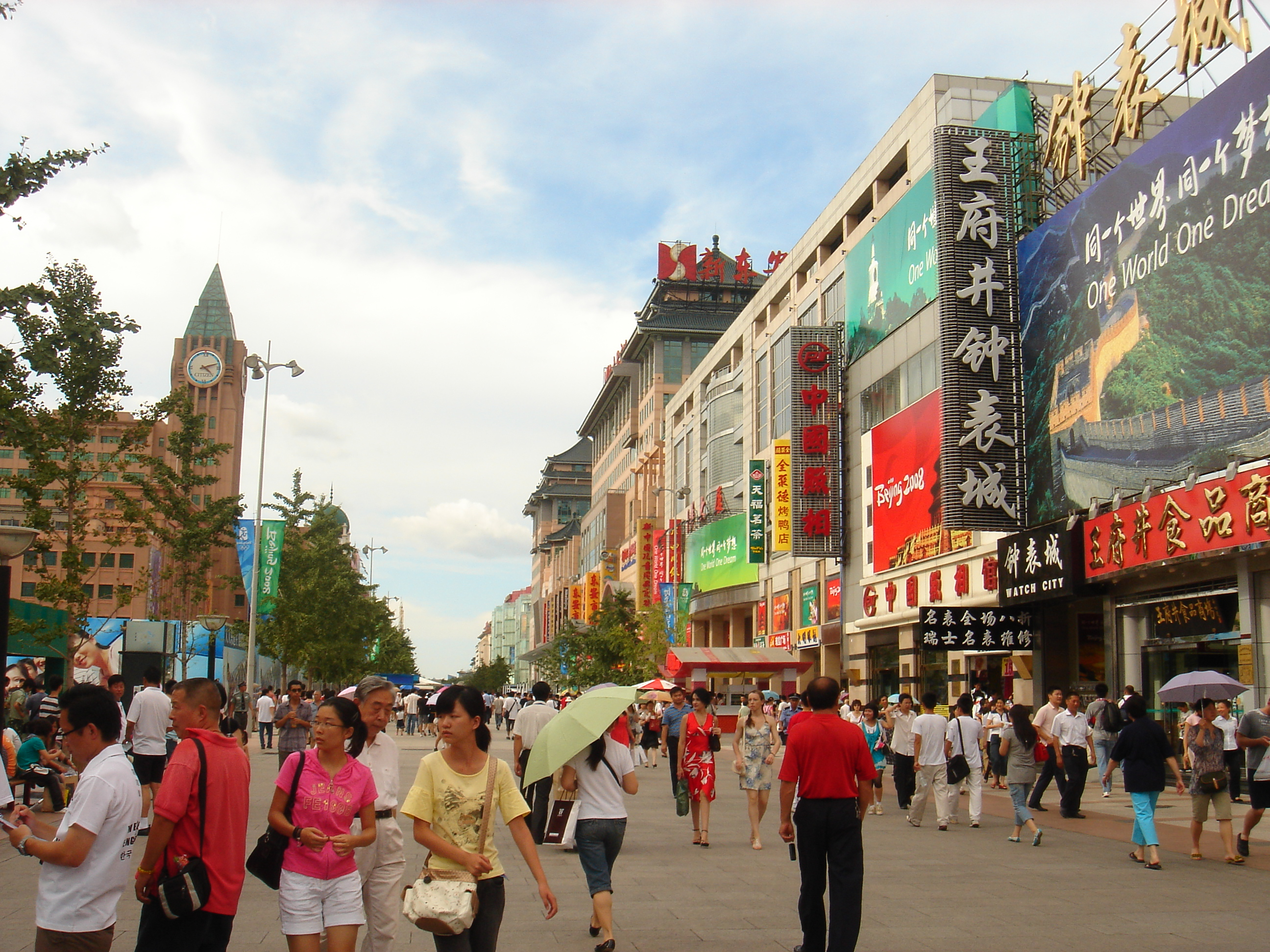
Вулиця Ванфуцзін — одна з найжвавіших вулиць у Пекіні

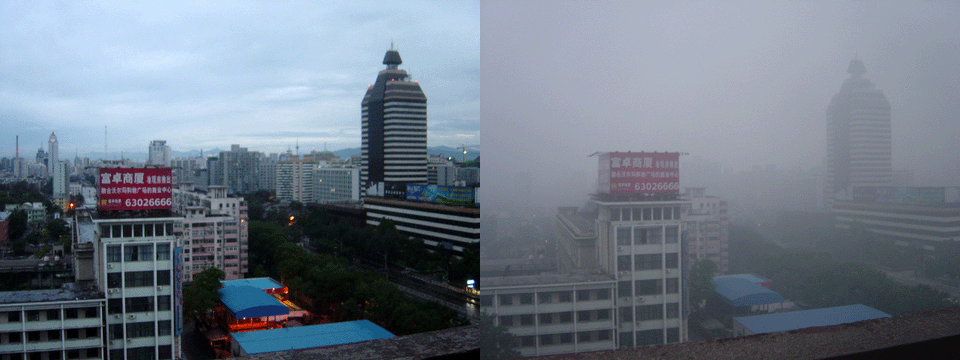
Смог в Пекіні, 2005 рік

2010 року номінальний ВВП Пекіна досяг 1.37 трильйона юанів (для порівняння 2005 року цей показник становив 681,45 млрд). ВВП на душу населення 2010 року 78,194 юанів (2005 року становив 44 969 юанів — на 8,1 % більше, ніж у 2004 році, і вдвічі більше, ніж у 2000 році). Первинний, вторинний і третинний сектора економіки в 2005 році склали відповідно 9.770 млрд, 210.050 млрд і 461.630 млрд юанів. Чистий дохід міських жителів на душу населення склав 7860 юанів, збільшившись в порівнянні з попереднім роком на 9,6 %. Наявний дохід на душу населення 20 % жителів з найменшими доходами збільшився на 16,5 %, що на 11,4 процентних пункту, ніж збільшення доходу 20 % жителів з найбільшими доходами. Коефіцієнт Енгеля для міських жителів Пекіна в 2005 році становив 31,8 %, для сільських — 32,8 %, знизившись у порівнянні з 2000 роком на 4,5 і 3,9 процентних пункти відповідно.
Найбільш швидкозростаючі сектори економіки Пекіна — нерухомість і автомобілі. 2005 року реалізовано 28032 млн м² житлової нерухомості на суму 175 880 000 000 юанів. Загальна кількість автомобілів, зареєстрованих в Пекіні, у 2004 досягла 2 146 000, з яких 1 540 000 перебували в особистому володінні (збільшення за рік на 18,7 %).
Центральний діловий район Пекіна розташований в районі Гомао. Тут розташована велика кількість торгових центрів, елітного житла і регіональних штаб-квартир різних корпорацій. Пекінська фінансова вулиця в районах Фусінмень і Фученмень — традиційний фінансовий центр міста. Основні торговельні райони — Ванфуцзін та Сідані. Село Чжунгуаньцунь, яке вже називають «Кремнієвою долиною Китаю», розвивається як важливий центр електронної і комп'ютерної промисловості, а також досліджень в області фармацевтики. Водночас район Ічжуан, розташований на південний схід від міської зони, стає новим центром фармацевтичної та IT-промисловості, а також технології матеріалів.
Основна промислова зона міста — район Шицзіншань, розташований на західній околиці міста. Компанія Aluminum Corporation of China Limited — третя за виробництвом глинозему у світі. Компанія Lenovo — четвертий у світі виробник персональних комп'ютерів за підсумками першого кварталу 2007 року (після HP, Dell та Acer) — також має свій офіс в Пекіні.
Останнім часом Пекін здобуває все більшу популярність як центру інноваційного підприємництва та успішного венчурного бізнесу. Це зростання посилюється завдяки великій кількості китайських і зарубіжних фірм, що спеціалізуються на венчурному фінансуванні, таких як Sequoia Capital, штаб-квартири яких розташовані в районі Чаоян. Попри те, що економічним центром Китаю вважається Шанхай, багато в чому це відбувається завдяки тому, що там розташовано багато компаній, однак центром підприємництва в Китаї називають Пекін. Крім того, Пекін є світовим лідером у виробництві меламіна і меламінових сполук (аммеліна, аммеліда і цианурової кислоти).
Міські райони Пекіна також відомі величезною кількістю піратських товарів, які копіюють все, починаючи від останніх дизайнерських розробок одягу і закінчуючи DVD з новітніми фільмами, які можна знайти на ринках по всьому місту. У сільських районах Пекіна основу землеробства становлять пшениця і кукурудза. У районах, близьких до міської зоні, також вирощують овочі для постачання ними міста.
Пекін продовжує розвиватися швидкими темпами, однак економічне зростання створило чимало проблем для міста. Останніми роками Пекін став частим свідком смогу, тут впроваджуються програми з енергозбереження, ініційовані владою. Пекінці та гості міста часто скаржаться на погану якість води та високу вартість комунальних послуг, таких як електрика і побутовий газ. З метою боротьби зі смогом основним промисловим підприємствам в передмістях Пекіна наказано зробити своє виробництво більш екологічним або покинути територію Пекіна. Більшість заводів не змогли дозволити собі переобладнання і перемістилися в інші міста Китаю, наприклад, Сіань.

## Транспорт
Разом із ростом міста, викликаним економічними реформами, Пекін перетворився на важливий транспортний вузол. Через місто і довкола нього проходять п'ять дорожніх кілець, дев'ять швидкісних автодоріг, одинадцять державних автомагістралей, сім залізничних ліній. На адміністративній території Пекіна також розташований великий міжнародний аеропорт «Пекін Столичний».

### Залізниця

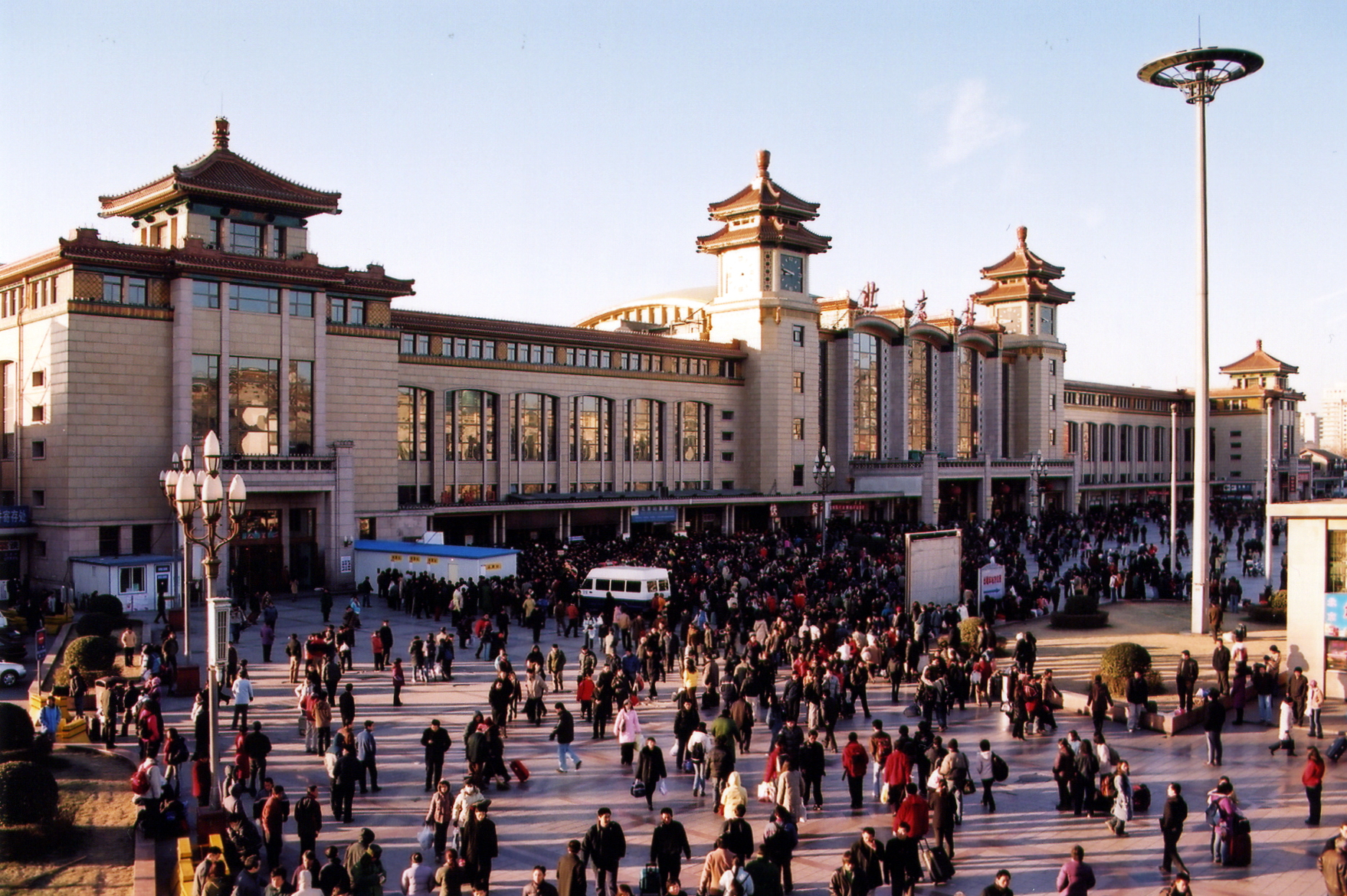
Пекінський вокзал

Пекін обслуговують три великих залізничні вокзали: Пекінський вокзал, Південний Пекінський вокзал і Пекін Західний. Крім того діють три залізничні станцій, розташовані в міській зоні: Пекін Південний, Пекін Північний і станція Фентай. У приміській зоні також розташовані декілька станцій. Станом на 1 липня 2010 Пекінський вокзал щодня приймав 173 потяги, Західний пекінський вокзал — 232 потяги, Пекін Південний — 163 потяги, а Пекін Північний — 22.
Пекін — залізничний вузол. Залізничні колії ведуть з Пекіна в Гуанчжоу, Шанхай, Харбін, Баотоу, Тайюань, Ченде і Циньхуандао. Більшість міжнародних пасажирських поїздів, у тому числі в Москви і Пхеньян, вирушають з Пекіна. З Пекіна також вирушають прямі поїзди в Цзюлун (Гонконг (Високошвидкісна пасажирська лінія Пекін—Гонконг)). 2008 року відкрита високошвидкісна залізниця Пекін-Тяньцзінь, в 2014 — Пекін-Шеньян

### Автошляхи та швидкісні магістралі

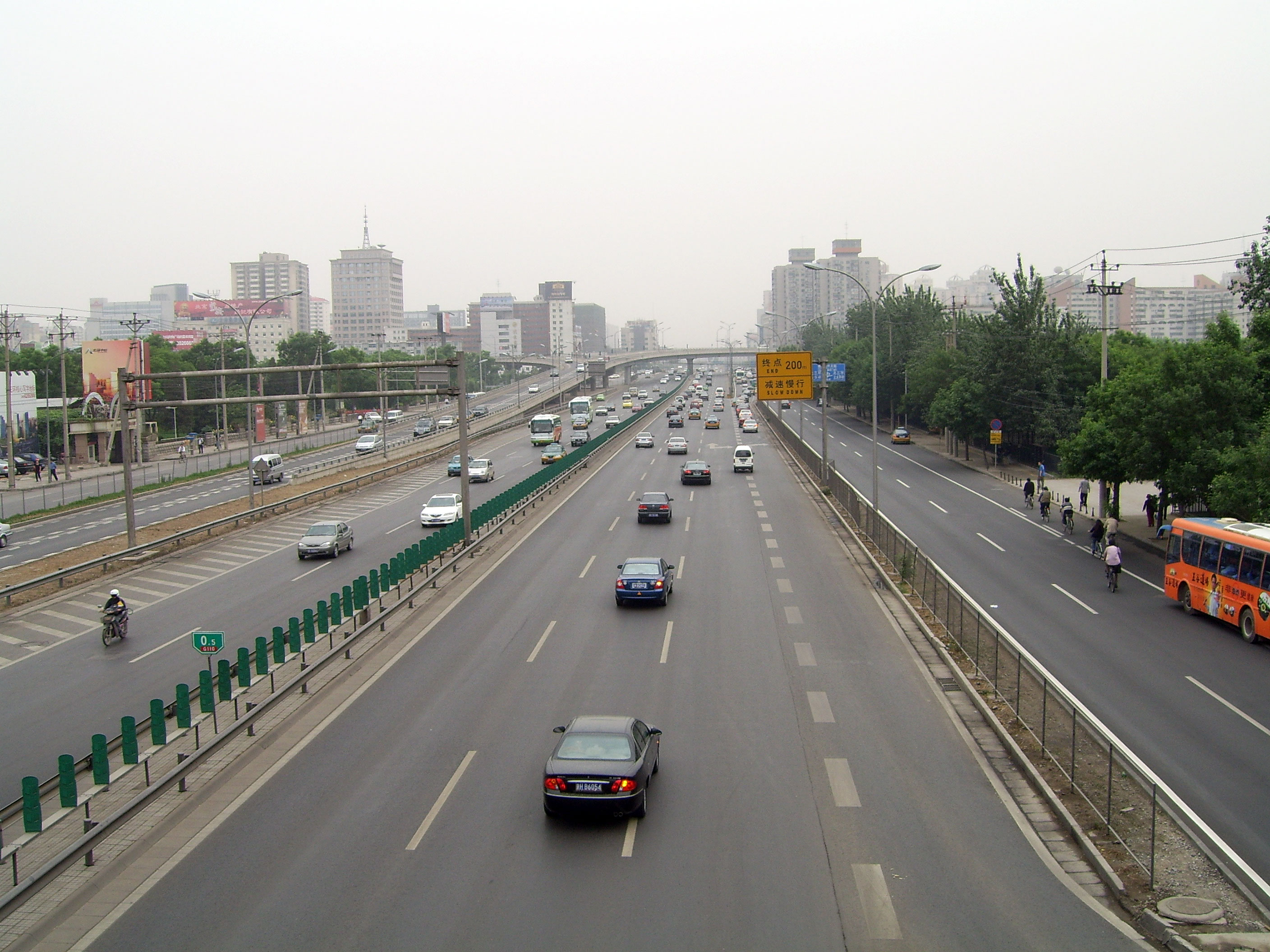
Швидкісна автодорога Бадалін поблизу перетину із Шостим кільцем

Пекін пов'язаний автодорожньою мережею з усіма частинами Китаю. Дев'ять швидкісних автодоріг (ще шість проєктуються або будуються) та одинадцять державних автомагістралей виходять з Пекіна. Сам Пекін володіє п'ятьма автокільцями, які нагадують за формою квадрати, оскільки для Пекіна характерна прямокутна структура, при цьому вулиці розташовані по сторонах світу.
Одна з найбільших транспортних проблем Пекіна пов'язана з дорожніми заторами, які стали повсякденним явищем в місті в годину пік. Найчастіше затори спостерігаються на кільцевих автошляхах та головних вулицях в районі проспекту Чан'аньцзе, який проходить через весь Пекін зі сходу на захід, перетинаючи площу Тяньаньмень. Його часто називають «Першою вулицею Китаю».
В останні роки здійснюється масштабна реконструкція доріг всередині Третього кільця, під час якої вулиці між кільцями перебудовуються як безсвітлофорні швидкісні дороги і з'єднуються з швидкісними трасами поза Третім кільцем. Це має вирішити проблему «перескакування між кільцями» для водіїв Пекіна. Як один із заходів для вирішення транспортної проблеми було введення виділених смуг для громадського транспорту, за якими в години пік заборонено рух інших автомобілів.

### Аеропорти

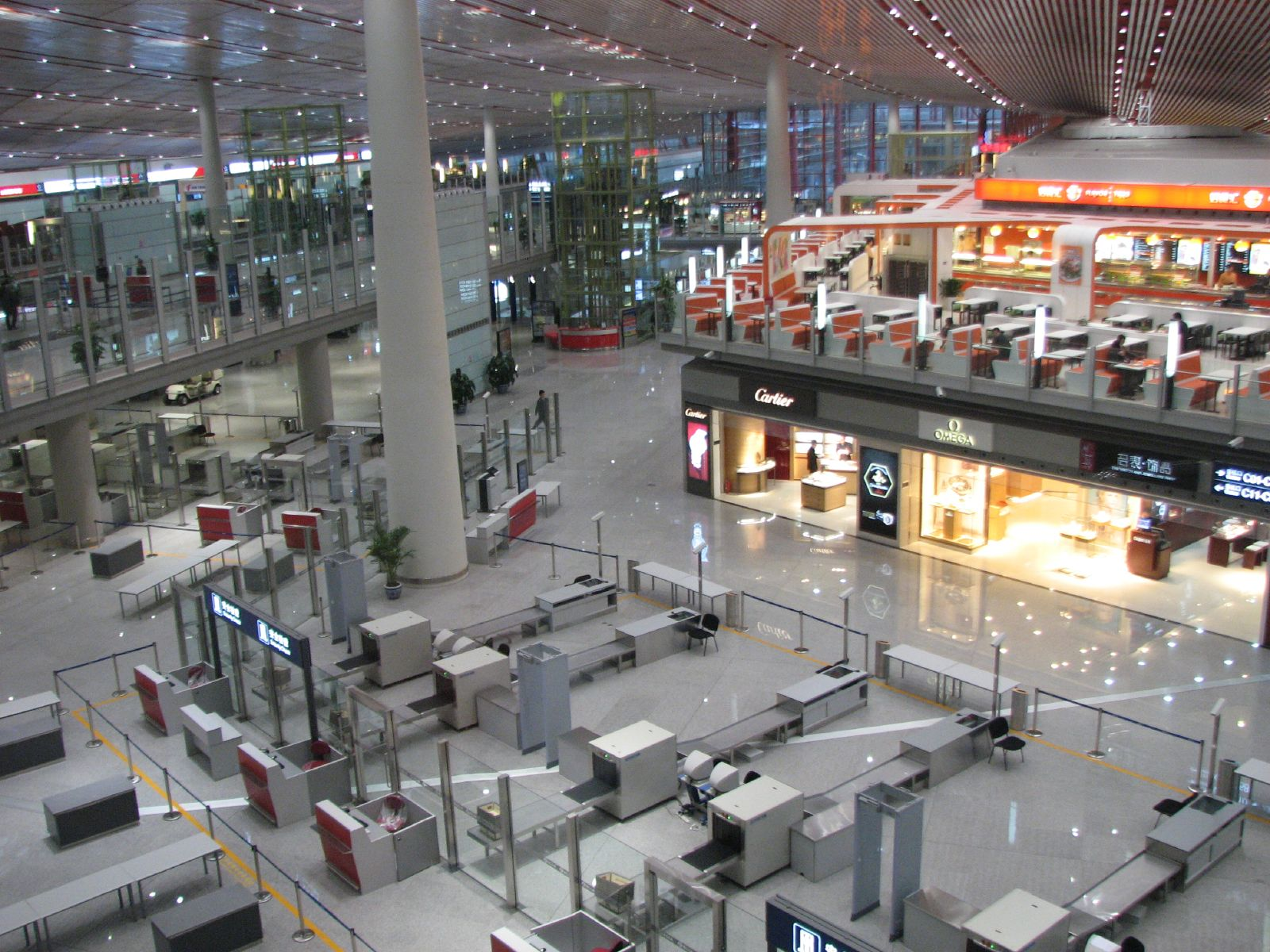
Новий термінал 3 аеропорту «Пекін Столичний»

Головний аеропорт Пекіна має назву «Столиця» (аеропорт «Шоуду», Beijing Capital Airport, PEK). Він розташований поруч із Шуньї, за 20 км на північний схід від міської зони Пекіна. Столичний аеропорт обслуговує більшість внутрішніх і практично всі міжнародні рейси. Це головні повітряні ворота Китаю і базовий аеропорт національного перевізника Air China. Він пов'язаний з містом швидкісною дорогою «Аеропорт», шлях нею від аеропорту до центру міста займає близько 40 хвилин. Напередодні Літні Літніх Олімпійських ігор 2008 року до аеропорту побудовані ще одна швидкісна автотраса, а також лінія легкорейкового транспорту.
На адміністративній території Пекіна також розташовані такі аеропорти: аеропорт Лянсян, аеропорт Наньюань, аеропорт Сіцзян, аеропорт Шахе і аеропорт Бадалін. Здебільшого вони використовуються у військових цілях.

### Громадський транспорт

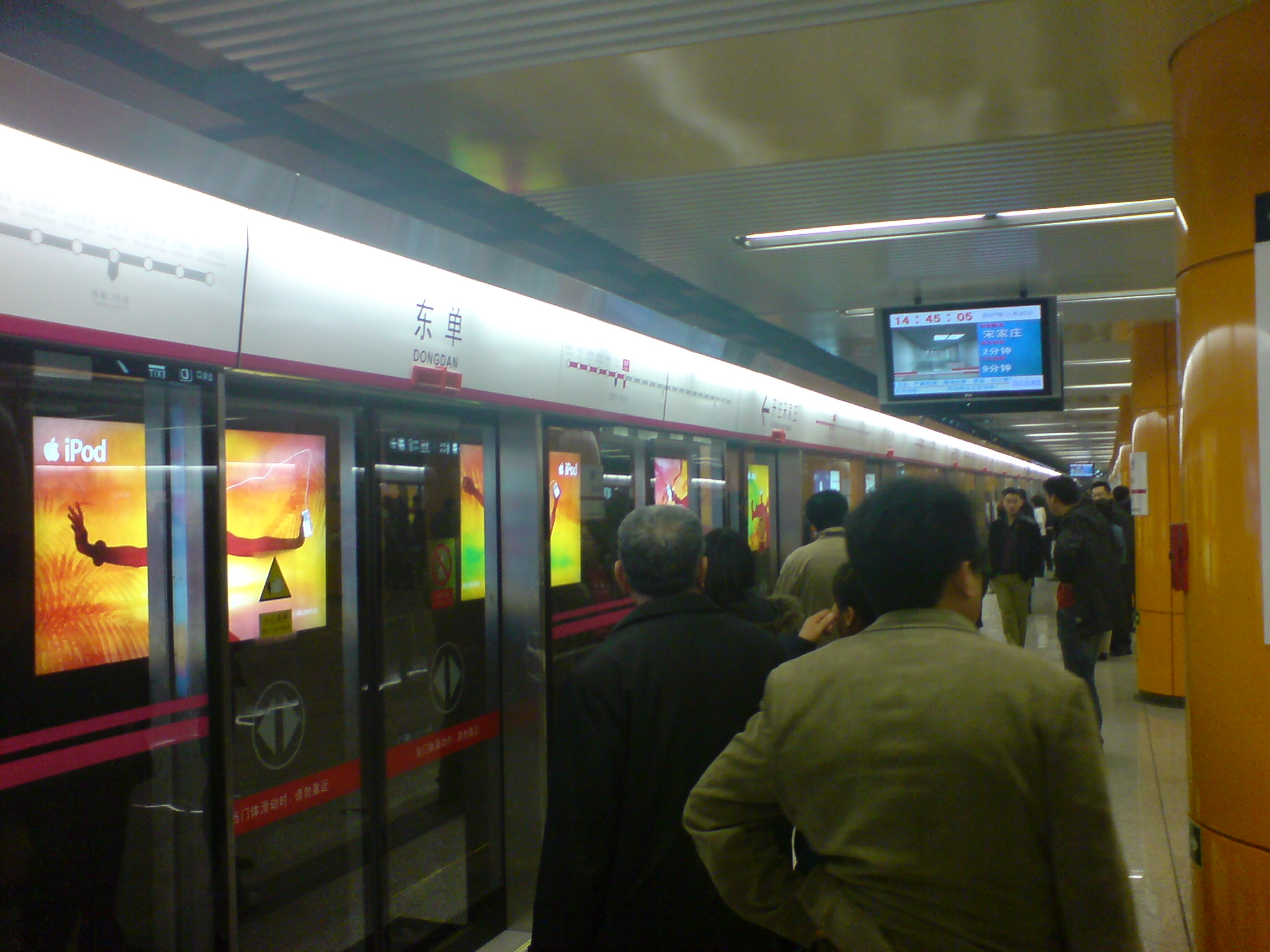
Станція із «закритим повітряним контуром» (platform screen doors) лінії 5 Пекінського метрополітену

Пекінський метрополітен, відкритий 1971 року, до 2001 року мав тільки 2 лінії, а нині складається з восьми ліній. Кілька ліній відкрилися до напередодні Літніх Олімпійських ігор 2008 року. 2004 року в Пекіні налічувалося 599 автобусних і тролейбусних маршрутів.
1 січня 2007 система оплати проїзду спрощена у випадку оплати готівкою:
- Маршрути 1-199 (переважно, у центрі міста) 1 юань за поїздку.
- Маршрути 200—299 (нічні): 2 юані за поїздку.
- Маршрути 300—899 (переважно, на околицях і в передмістях): 1 юань за перші 12 км, далі — по 0,5 юаня за кожні 5 км.
- Маршрути 900—999 (переважно, з центру міста у сільські райони): 1 юань за кожні 10 км.

У випадку передоплати смарт-карта Ікатун:
- Маршрути 1-499: 0,4 юаня за поїздку.
- Маршрути 500—899: 0.4 юаня за перші 12 км, далі — по 0,2 юаня за кожні 5 км.
- Маршрути 900—999: 0.8 юаня за кожні 10 км.

Також можна придбати проїзні на 3, 7 і 14 днів. Раніше проїзд в автобусах з кондиціонером коштував дорожче, проте цей збір було скасовано. Проїзд в метро коштує 2 юані. Виняток — лінія, що веде в аеропорт, поїздка на якій коштує 25 юанів.
У Пекіні на автошляхах завжди можна побачити таксі. У місті також існують нелегальні приватні таксі. На 30 серпня 2008 року вартість проїзду на офіційному таксі становила 10 юанів за перші 3 км, плюс 2 юані за кожен наступний кілометр. Після 15 км плата за кожний наступний кілометр збільшується на 50 %. Між 11 вечора і 5 ранку діє збільшений нічний тариф: початкова ціна — 11 юанів, такса за кілометр — 2,4 юаня. За час простою також нараховується такса. Більшість моделей машин таксі — Hyundai Elantra, Hyundai Sonata і Volkswagen Jetta.

## Культура

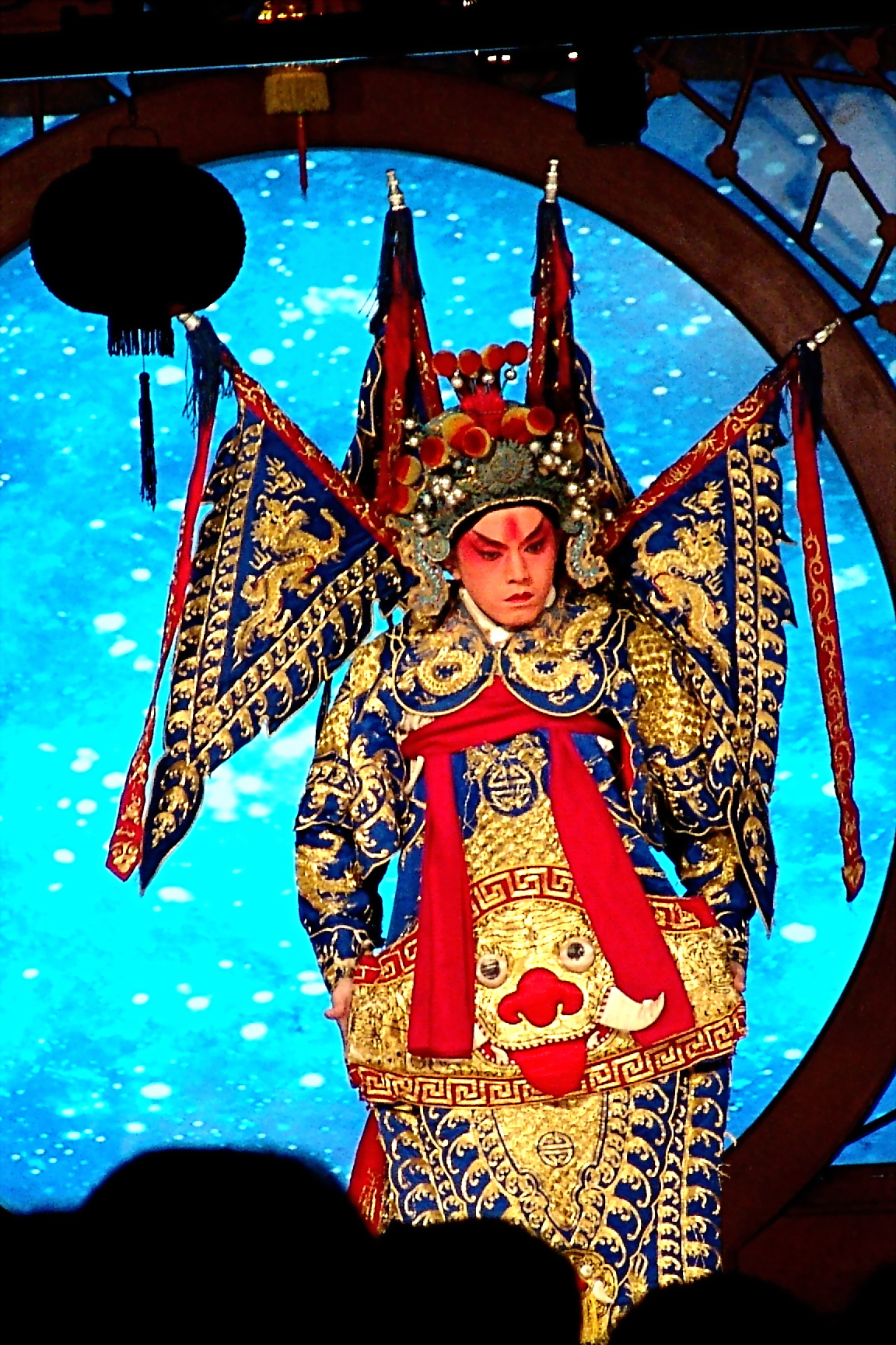
Актор пекінської опери

Пекінська техніка перетинчастої емалі цзінтайлань — один з традиційних видів народної майстерності Китаю. У Китаї також користуються популярністю пекінські лакові вироби з нанесеними на їх поверхню візерунків і різьбленням.
Пекінська опера вважається одним з головних досягнень китайської культури. Вона являє собою поєднання пісень, діалогів і сценічної дії, що складаються з жестів, бойових прийомів і акробатики. Переважна частина діалогів пекінської опери звучить на архаїчному сценічному діалекті, який досить сильно відрізняється і від путунхуа, і від пекінського діалекту; це створює серйозні труднощі для її розуміння, у тому числі і для носіїв мови. Внаслідок цього у багатьох театрах пекінської опери тепер встановлені електронні табло, на яких відображаються титри китайською та англійською мовами.
У Пекіні розташовані провідні культурні установи країни: музеї національного значення (Заборонене місто, Національний художній музей Китаю та ін.), Національна бібліотека Китаю та інші установи.

### Пекінський діалект
Для корінних пекінців рідним є пекінський діалект, що входить до групи північних діалектів китайської мови. Діалект Пекіна послужив базою для путунхуа (офіційна нормативна мова Китайської Народної Республіки) і гоюй (офіційна мова Тайваню і Сінгапура). Діалекти сільських районів Пекіна відрізняються від мови мешканців міста і наближаються до говірок сусідньої провінції Хебей.

### Пекінська кухня

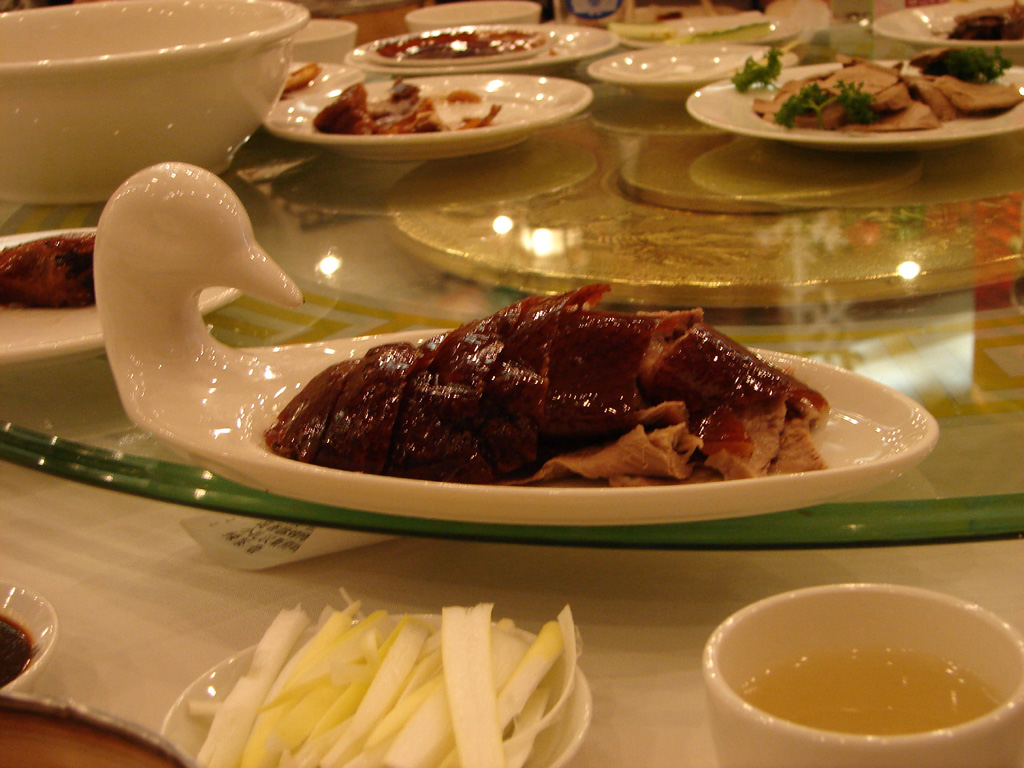
Пекінська качка

Пекінська кухня — відомий різновид китайської кухні. Найзнаменитіша її страва — пекінська качка. Інша відома страва пекінської кухні — маньхань цюаньсі (满汉全席 — «маньчжуро-китайський повний бенкет»), яка зазвичай подавалася цінським імператорам, які були етнічними маньчжурами. Вона досі залишається дуже дорогою і престижною.
Фулінь цзябін — традиційна пекінська закуска, що являє собою млинець із начинкою, приготованою із фуліна (шовковичного гриба) — традиційного інгредієнта китайської медицини.
У Пекіні багато чайних. Китайський чай представлений безліччю сортів і вважається, що чай дорогих сортів володіє сильною цілющою дією.

### Архітектура
Для Пекіна традиційні споруди в стилі сихеюань (кит.: 四合院). Вони складаються з квадратної ділянки, на якій впритул до її кордонів буквою «П» розташовується будинок з двориком всередині. У дворах часто можна побачить гранатове або інше дерево, а також квіти в горщиках чи акваріум з рибами. Будівлі сихеюань, примикаючи одна до іншої, формують провулки-хутуни (кит.: 胡同), що з'єднують різні частини старого міста Пекіна. Зазвичай вони прямі і простягаються зі сходу на захід так, щоб ворота на ділянці виходили на північ і південь, що відповідає принципам феншуй. Вони бувають різної ширини, деякі настільки вузькі, що по них одночасно можуть пройти лише кілька пішоходів.

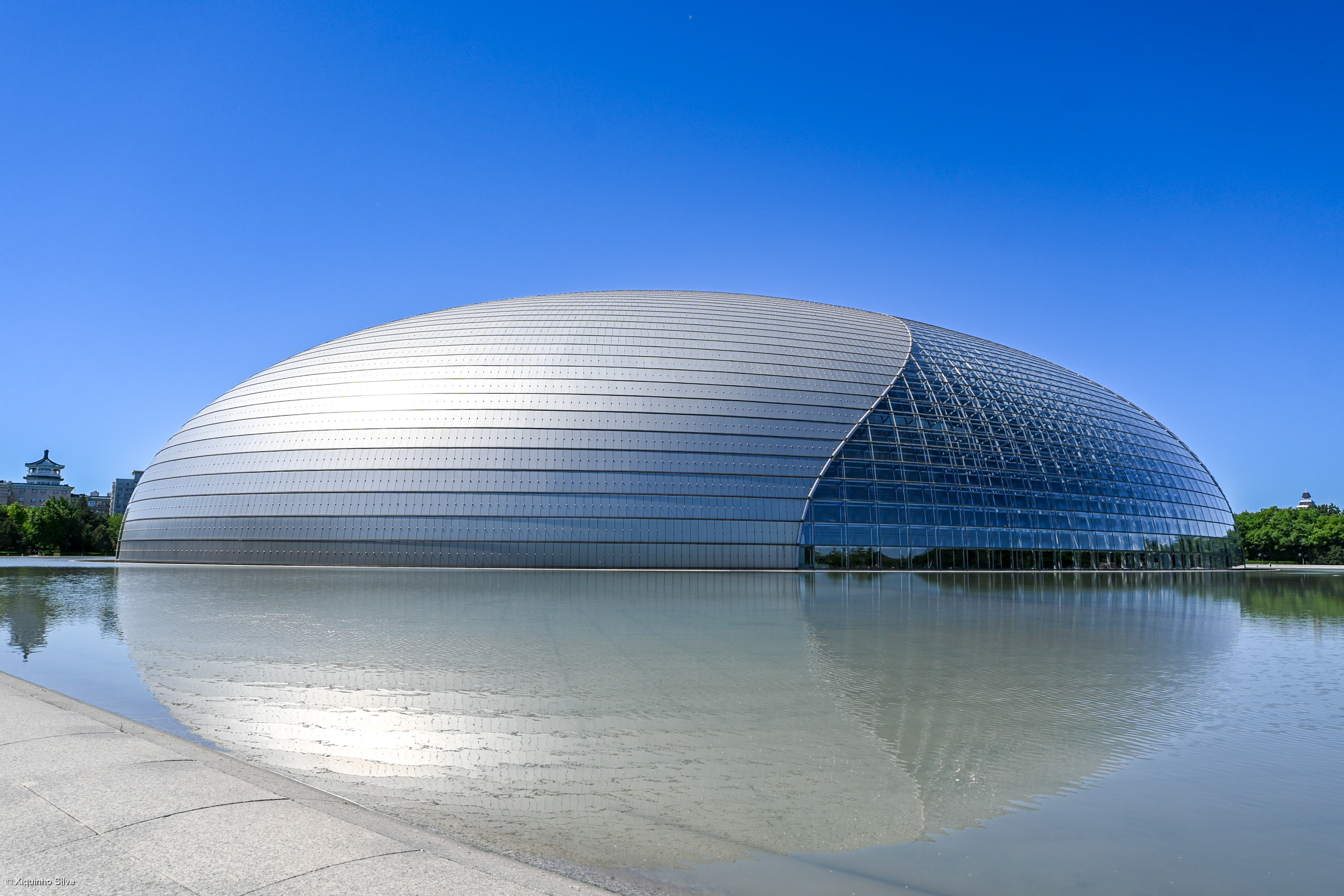
Національний центр виконавських мистецтв в Пекіні

Колись весь Пекін складався із будівель сихеюань і провулків хутунів, але тепер вони швидко зникають, цілі квартали зносяться і на їх місці виростають висотні будівлі, а жителям хутунів надаються рівні або більші за площею квартири. Проте багато хто говорить про те, що відчуття спільності і життя в хутунах замінити неможливо. Деякі найбільш історичні та мальовничі хутуни охороняються і відновлюються державою. Один з таких прикладів — хутунам Наньчіцзи.
Загалом у міській зоні Пекіна превалюють три архітектурні стилю. По-перше, це традиційна архітектура імператорського Китаю, одним з найкращих прикладів якої є Брама небесного спокою — архітектурний символ Китаю, а також Заборонене Місто і Храм Неба. Другий — стиль 1950-1970-х років, який дуже нагадує радянські споруди того самого часу. Нарешті сучасні архітектурні форми представляють третій стиль, вони головним чином розташовані в Центральному діловому районі. До таких споруд слід віднести і Національний центр виконавських мистецтв.

### Спортивне життя
XXIX Олімпійські ігри проходили у Пекіні з 8 по 24 серпня 2008 року. Літні Паралімпійські ігри 2008 тривали 6 по 17 вересня 2008 року. При цьому Пекінський національний стадіон, головний олімпійський спортивний об'єкт, був завершений 28 червня 2008 року.
На Олімпійських іграх вперше в історії збірної Китаю зайняла перше загальнокомандне місце, виборовши 51 золоту медаль, значно випередивши команди США (36 золотих медалей) і Росії (23 золоті медалі). Пекінські літні Ігри стали третіми на території Азії після Токіо-1964 і Сеула-1988.
Професійні спортивні команди Пекіна: Суперліга Китайської футбольної асоціації — Бейцзін Гоань; Китайська баскетбольна асоціація — Пекінські качки та Пекінські олімпійці;, Азійська ліга хокею — Акули Китаю; Китайська баскетбольна ліга — Пекінські тигри.

## Пам'ятки і туризм

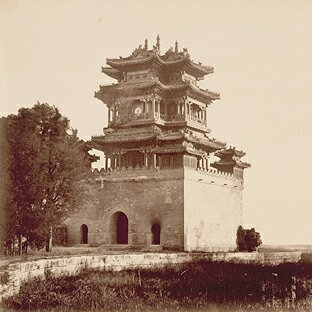
Літній імператорський палац (фото Феліче Беато, жовтень 1860 року).

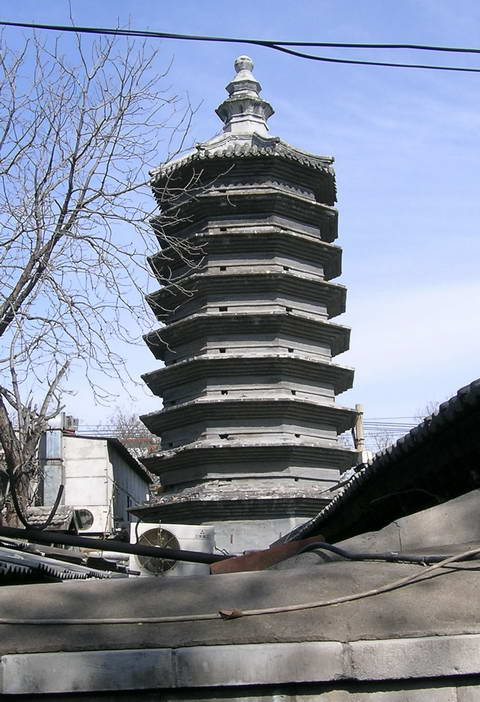
Пагода Ваньсун

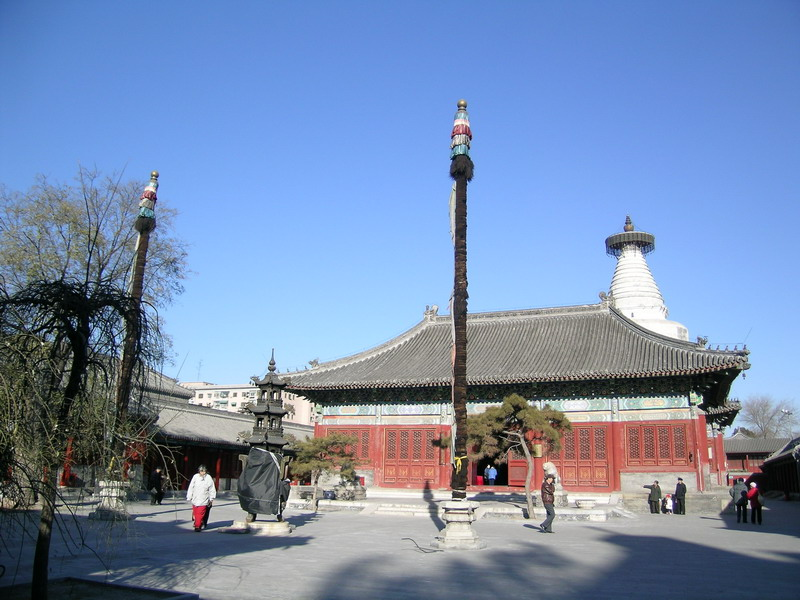
Храм Мяоїн — один з найвідоміших храмів буддистів Пекіна.

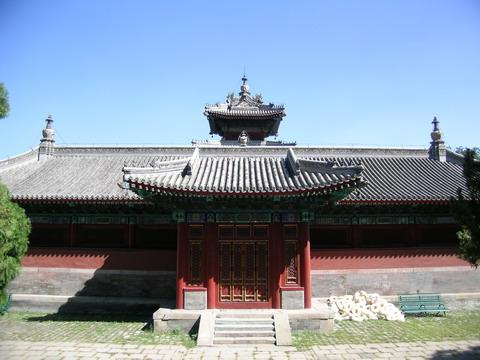
Храм Біюньси (Храм блакитних хмар)

Попри війни і заворушення дев'ятнадцятого та двадцятого століть, включаючи збиток, заподіяний європейським вторгнення, японською окупацією і культурною революцією, а також інтенсивної урбанізації останніх років, що призвела до зносу багатьох хутунів, у Пекіні залишилося чимало пам'яток, які мають стародавню історію.
Найбільш відомими з них є Брама небесного спокою як сама по собі, так і як головний вхід в Заборонене місто, а також як частина ансамблю площі Тяньаньмень. Серед інших всесвітньо відомих пам'яток ділянку Бадалін Великого китайського муру, Літній палац та Храм Неба.

### У міській зоні Пекіна

#### Будинки, пам'ятники і історичні місця
- Заборонене місто (об'єкт Світової спадщини)
- Площа Тяньаньмень — найбільша площа в світі, місце проведення демонстрацій протесту в 1919, 1976 і 1989 рр. На площі розташовані:
  - Брама небесного спокою
  - Велика народна зала (місце засідання вищого законодавчого органу КНР)
  - Національний музей Китаю
  - Пам'ятник народним героям
  - Мавзолей Мао Цзедуна
- Літній палац (об'єкт Світової спадщини)
- Руїни Старого літнього палацу
- Вежі Дзвону і Барабану
- Хутунах і сихеюань в старих районах
- Міст Лугоуцяо (Міст Марко Поло)
- Фортеця Ваньпін (біля Мосту Марко Поло)
- Міст Баліцяо (Міст Восьми верст)
- Гунванфу (Будинок царевича Гуна)
- Театр пекінської опери Чжен Іци
- Вулиця Люлічан
- Стара пекінська обсерваторія
- Геологічний музей Китаю

#### Храми, церкви та мечеті
- Храм Неба (об'єкт Світової спадщини) на півдні Пекіна
- Храм Землі на півночі Пекіна
- Храм Сонця на сході Пекіна
- Храм Місяця на заході Пекіна
- Храм Таньчже
- Храм Цзетай
- Храм Юньцзюй
- Храм Юнхе (буддійський храм тибетської традиції)
- Храм Гуанцзу
- Храм Конфуція
- Храм Білих хмар
- Храм Великого дзвону
- Храм Фаюань
- Храм Мяоін
- Храм Чженьцзюе
- Храм Ваньшоу
- Храм П'яти пагод
- Храм Чжихуа
- Храм Блакитних хмар
- Храм Лежачого Будди
- Храм Білого Пагоди в Парку Бейхай
- Бадачу
- Собор Непорочного Зачаття
- Кафедральний собор Сішику
- Мечеть Нюцзе

#### Парки та сади
- Парк Бейхай
- Старий Літній палац
- Шичахай
- Парк Сяншань
- Сяншань (Пахучі пагорби)
- Дагуаньюань
- Пекінський ботанічний сад
- Таожаньтін
- Пекінський зоопарк

#### Торгові та ділові райони
- Ванфуцзін — головна торгова вулиця Пекіна
- Сідань
- Шовкова вулиця
- Центральний діловий район Пекіна
- Пекінський фінансовий центр
- Чжунгуаньцунь
- Ічжуан
- Баого — храм і антикварний ринок

### Позаміські зони
- Ділянки Великого китайського муру (об'єкт Світової спадщини):
  - Бадалін
  - Цзюйюнгуань
  - Мутяньюй
  - Симатай
  - Цзіньшаньлін
  - Цзянькоу
- Гробниці імператорів династій Мін і Цін (об'єкт Світової спадщини)
- Місце знаходження синантропа в Чжоукоудянь (об'єкт Світової спадщини)
- Шиду

### Готелі
Протягом двох десятиліть після заснування КНР в 1949 році в Пекіні практично не було готелів в західному розумінні цього слова. Проживання для приїжджих на час надавалися так званими чжаодайсо — гостьовими будинками, що підкорялися того чи іншого відомства або державному органу. Деякі з них використовуються і до цього дня.
Наприкінці 1970-х був цей старт політиці реформ і відкритості Ден Сяопіна, і для залучення й обслуговування міжнародного бізнесу почалося будівництво безлічі готелів та іншої туристичної інфраструктури. На сьогоднішній день Пекін є одним з найбільш часто відвідуваних міст і важливих економічних, політичних і культурних центрів Азії, у місті працює величезна кількість готелів, багато з яких відповідають найвищим міжнародним стандартам.
Найбільш відомим готелем є державний Готель Пекін. Серед інших відомих готелів Great Wall Sheraton Hotel, Kempinski Hotel Beijing Lufthansa Centre, Готель Цзяньго, Raffles Beijing Hotel, China World Hotel, St. Regis, Grand Hyatt at Oriental Plaza і Peninsula Palace Hotel, яким керує гонконзька Peninsula Group.
Недорогі молодіжні хостели в останні роки набувають все більшої популярності у всьому світі, у тому числі і в Пекіні. Більшість хостелів розташовано на східному відрізку Третьої кільцевої автодороги або в центрі міста в старих хутунах.

### Нічне життя
Нічне життя Пекіна багате різними розвагами. Більшість нічних клубів розташоване в районі вулиці Саньлітунь або біля Стадіону робочих, на північ і захід від нього.
Бурхливе нічне життя також можна спостерігати в районі Удаокоу, на північному заході Пекіна. Його відвідують переважно корейці та інші іноземці, головним чином, студенти.
Найбільш відомі райони барів та нічних клубів, відкритих допізна:
- Саньлітунь
- Хоухай
- Юаньдаду

## Міста-побратими
Пекін має встановлені побратимські відносини із багатьма містами світу, деякі з них також є столицями відповідних країн:
- Токіо, Японія (1979)
- Белград, Сербія (1980)
- Нью-Йорк, США (1980)[21]
- Ліма, Перу (1983)
- Вашингтон, США (1984)[22]
- Мадрид, Іспанія (1985)
- Ріо-де-Жанейро, Бразилія (1986)
- Іль-де-Франс, Франція (1987),
- Кельн, Німеччина (1987)
- Амман, Йорданія (1990)
- Анкара, Туреччина (1990)
- Каїр, Єгипет (1990)
- Джакарта, Індонезія (1992)
- Рига, Латвія[23]
- Сан-Паоло, Бразилія[24][25]
- Ісламабад, Пакистан (1993)
- Бангкок, Таїланд (1993)
- Буенос-Айрес, Аргентина (1993)
- Київ, Україна (1993)
- Сеул, Південна Корея (1993)
- Амстердам, Нідерланди (1994)
- Берлін, Німеччина (1994)
- Брюссель, Бельгія (1994)
- Ханой, В'єтнам (1994)
- Москва, Росія (1995)
- Ґаутенг ПАР (1998)
- Оттава, Канада (1999)
- Канберра, Австралія (2000)[26]
- Афіни, Греція (2005)
- Бухарест, Румунія (2005)
- Будапешт, Угорщина (2005)
- Гавана, Куба (2005)
- Маніла, Філіппіни (2005)[27]
- Аддис-Абеба, Ефіопія (2006)
- Астана, Казахстан (2006)
- Гельсінкі, Фінляндія (2006)
- Лондон, Велика Британія (2006)
- Тель-Авів, Ізраїль (2006)
- Веллінгтон, Нова Зеландія (2006)
- Лісабон, Португалія (2007)
- Тирана, Албанія (2007)[28]
- Доха, Катар (2008)
- Сантьяго, Чилі (2008)
- Сан-Хосе, Коста-Рика (2009)
- Каракас, Венесуела (2010)

## Галерея

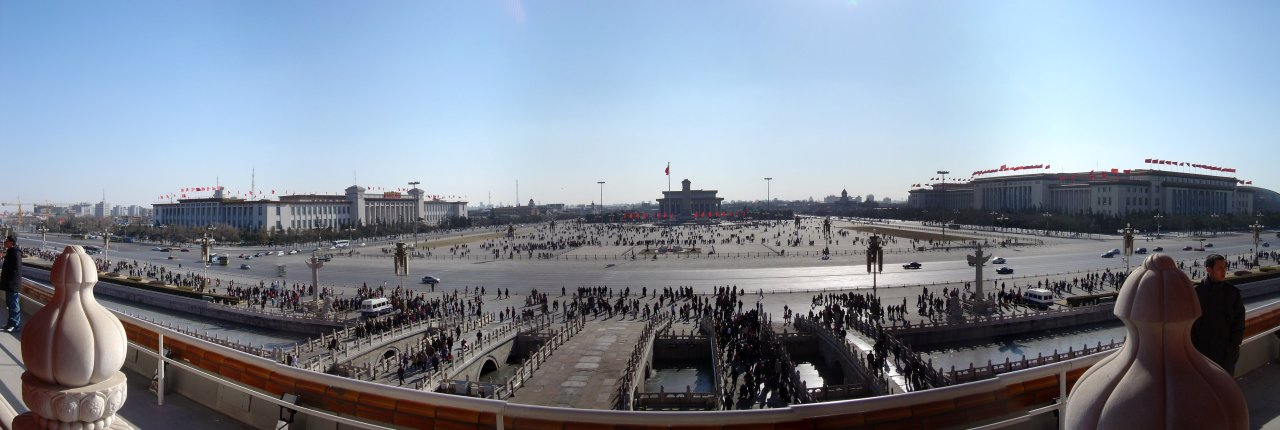
Вид на площу Тяньаньмень з Брами Небесного Спокою

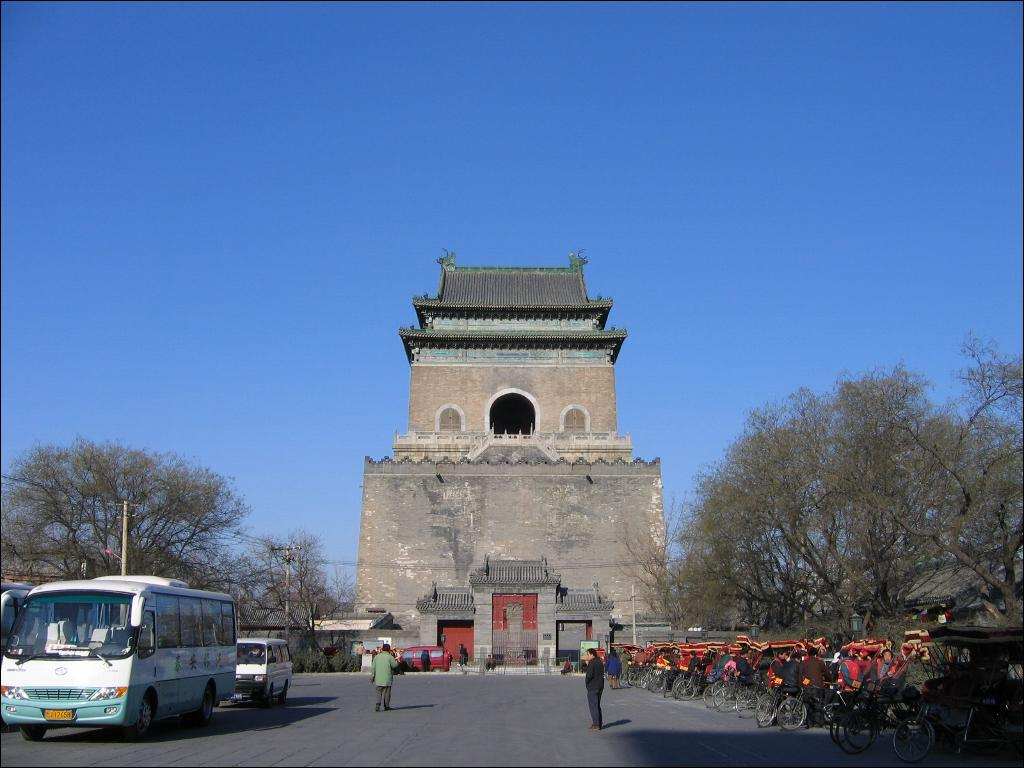
Дзвіниця
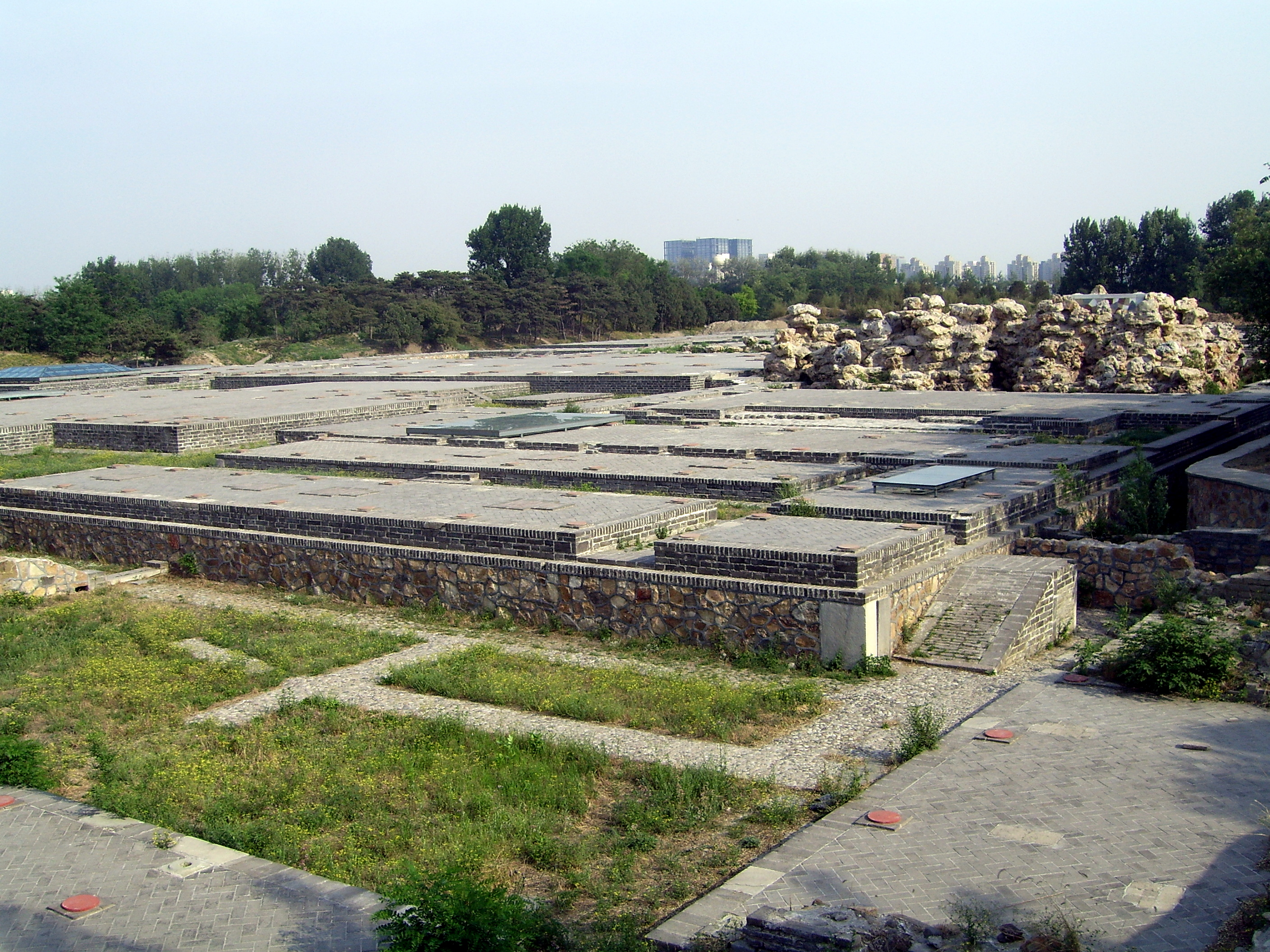
Історичне місце
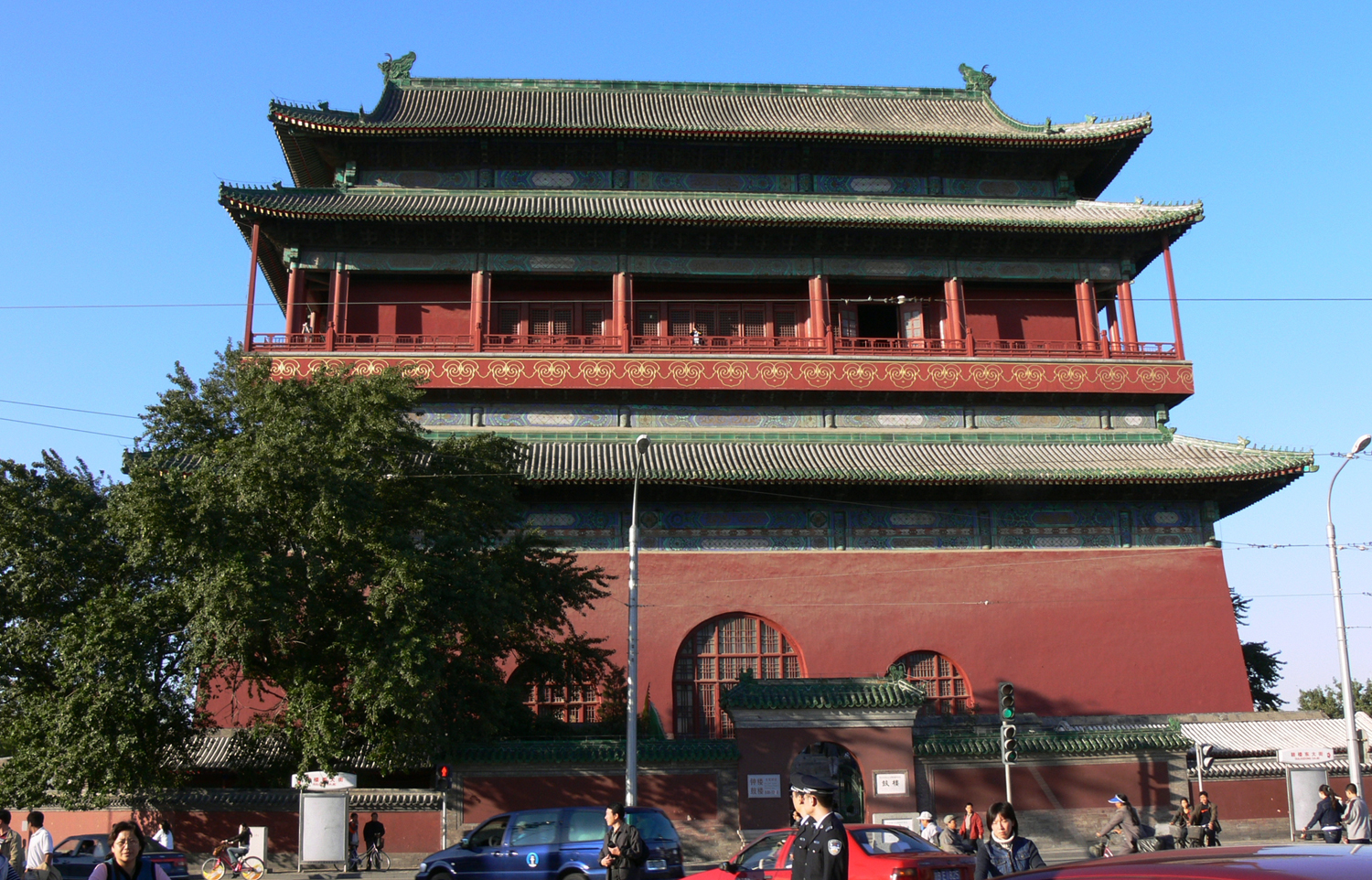
Дзвіниця
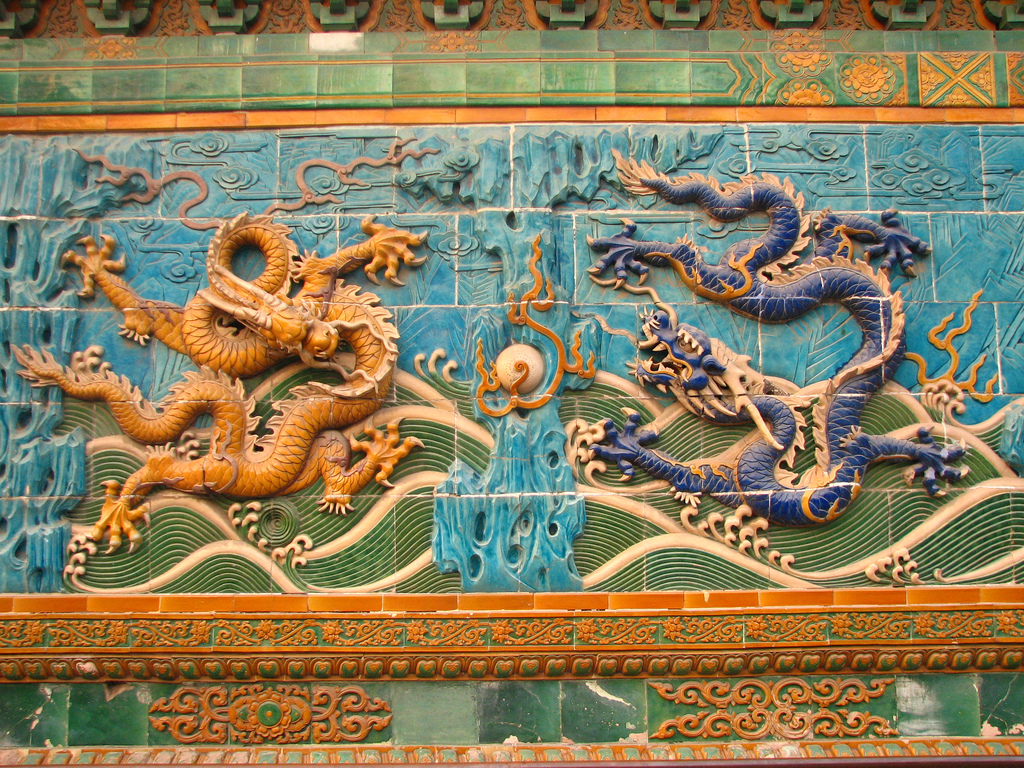
Мур 9 драконів